# أرنولد بوكلين
أرنولد بوكلين (بالسويدية: Arnold Böcklin) (16 أكتوبر 1827 - 16 يناير 1901) كان رسامًا سويسريًا ونحاتًا وفنانًا جرافيكيًا ، فضلاً عن كونه أحد أبرز دعاة الرمزية الألمانية.

## سيرة شخصية

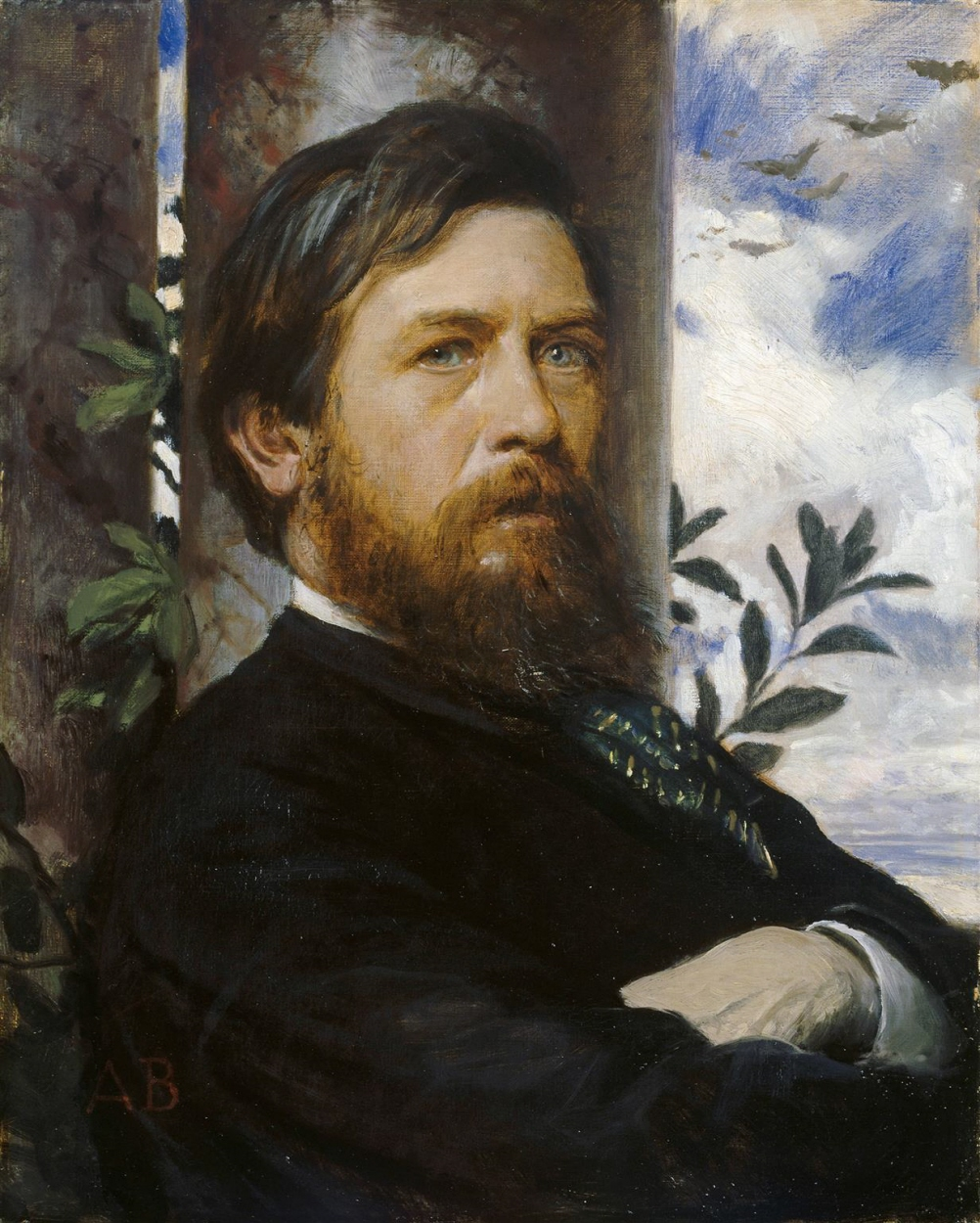
أرنولد بوكلين بورترية ذاتية

ولد في بازل. والده ، كريستيان فريدريك بوكلين ، ينحدر من عائلة شافهاوزن القديمة ، ويعمل في تجارة الحرير. كانت والدته ، أورسولا ليبي ، من نفس المدينة. درس أرنولد في أكاديمية دوسلدورف تحت إشراف شيرمر ، وأصبح صديقًا لأنسيلم فيورباخ. وهو مرتبط بمدرسة دوسلدورف للرسم. أرسله شيرمر ، الذي اعترف فيه بأنه طالب يتمتع بوعد استثنائي ، إلى أنتويرب وبروكسل ، حيث نسخ أعمال أساتذة فلمنكيين وهولنديين. ثم ذهب بوكلين إلى باريس وعمل في متحف اللوفر ورسم العديد من المناظر الطبيعية.
بعد أن قضى وقته في الجيش ، انطلق بوكلين إلى روما في مارس 1850. كانت المعالم العديدة في روما حافزًا جديدًا لعقله. جلبت هذه التأثيرات الجديدة شخصيات مجازية وأسطورية في مؤلفاته. في عام 1856 عاد إلى ميونيخ ، وبقي هناك لمدة أربع سنوات. توفيت خطيبته الأولى. رفضت امرأة ثانية الزواج. في روما ، تزوج من أنجيلا روزا لورينزا باسكوتشي عام 1853. أنجب الزوجان أربعة عشر طفلاً ، لكن خمسة منهم ماتوا في طفولتهم وثلاثة آخرون قبل بوكلين. هو نفسه كاد أن يموت للتيفوئيد عام 1859. 
توفي بوكلين في 16 يناير 1901 في فيزول في الضاحية الجنوبية لفلورنسا بإيطاليا.

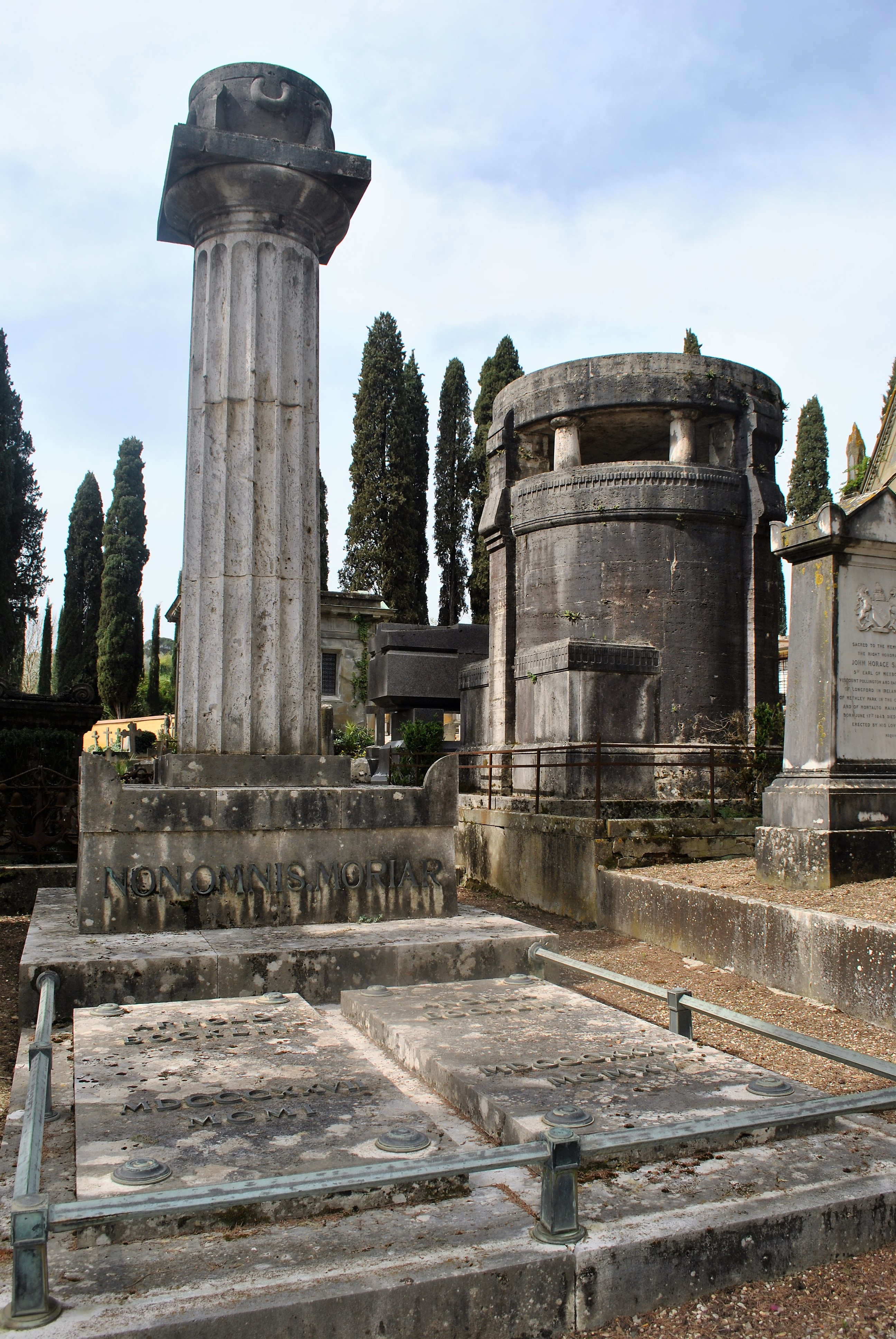
قبر أرنولد بوكلين في فلورانسا أيطاليا

## رمزية
متأثرًا بالرومانسية ، غالبًا ما يتداخل استخدام بوكلين الرمزي للصور المستمدة من الأساطير والأساطير مع جمالية ما قبل الرافائيل. العديد من لوحاته هي تفسيرات تخيلية للعالم الكلاسيكي ،  أو تصور الموضوعات الأسطورية في أماكن تشمل العمارة الكلاسيكية ، وغالبًا ما تستكشف الموت والوفاة بشكل مجازي في سياق عالم خيالي غريب.

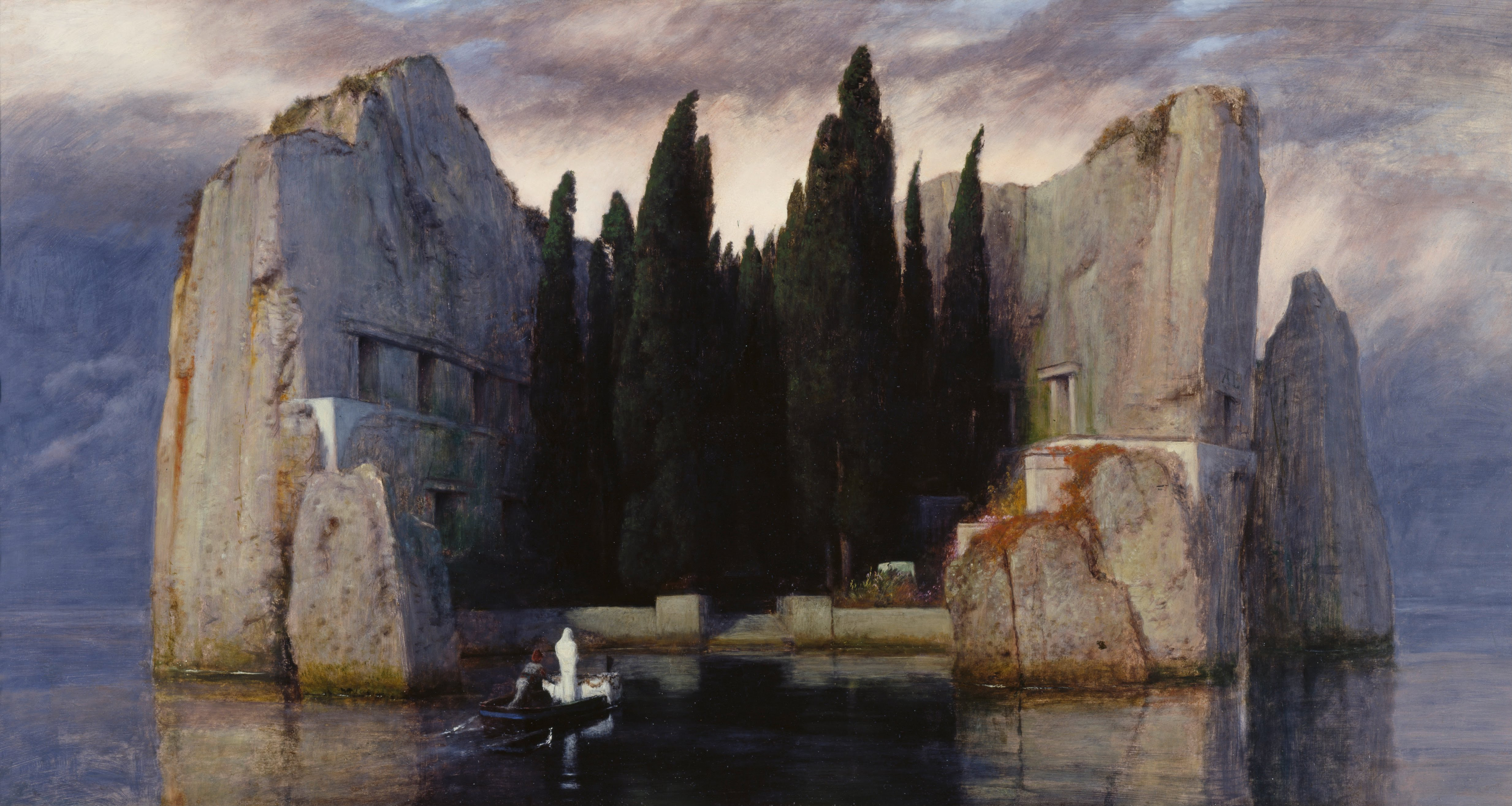
جزيرة الموتى بريشة أرنولد بوكلين 1880

اشتهر بوكلين بإصداراته الخمسة (المرسومة من 1880 إلى 1886) لجزيرة الموتى ، والتي تستحضر جزئيًا المقبرة الإنجليزية ، فلورنسا ، التي كانت قريبة من الاستوديو الخاص به حيث دُفنت ابنته ماريا. صدرت نسخة مبكرة من اللوحة بتكليف من السيدة بيرنا ، وهي أرملة أرادت لوحة ذات جو يشبه الحلم.
كتب كليمنت جرينبيرج في عام 1947 أن عمل بوكلين "هو أحد أكثر التعبيرات ذكاءً من كل ما هو مكروه الآن في النصف الأخير من القرن التاسع عشر.

## الأرث
أثر بوكلين على جورجيو دي شيريكو ،  الذي قال «كل عمل من أعمال بوكلين هوه صدمة» ،  وغيره من الرسامين السرياليين مثل ماكس إرنست وسلفادور دالي. عندما سئل من كان رسامه المفضل ، قام مارسيل دوشامب بتسمية أرنولد بوكلين بشكل مثير للجدل لأنه كان له تأثير كبير على فنه.

## لوحات

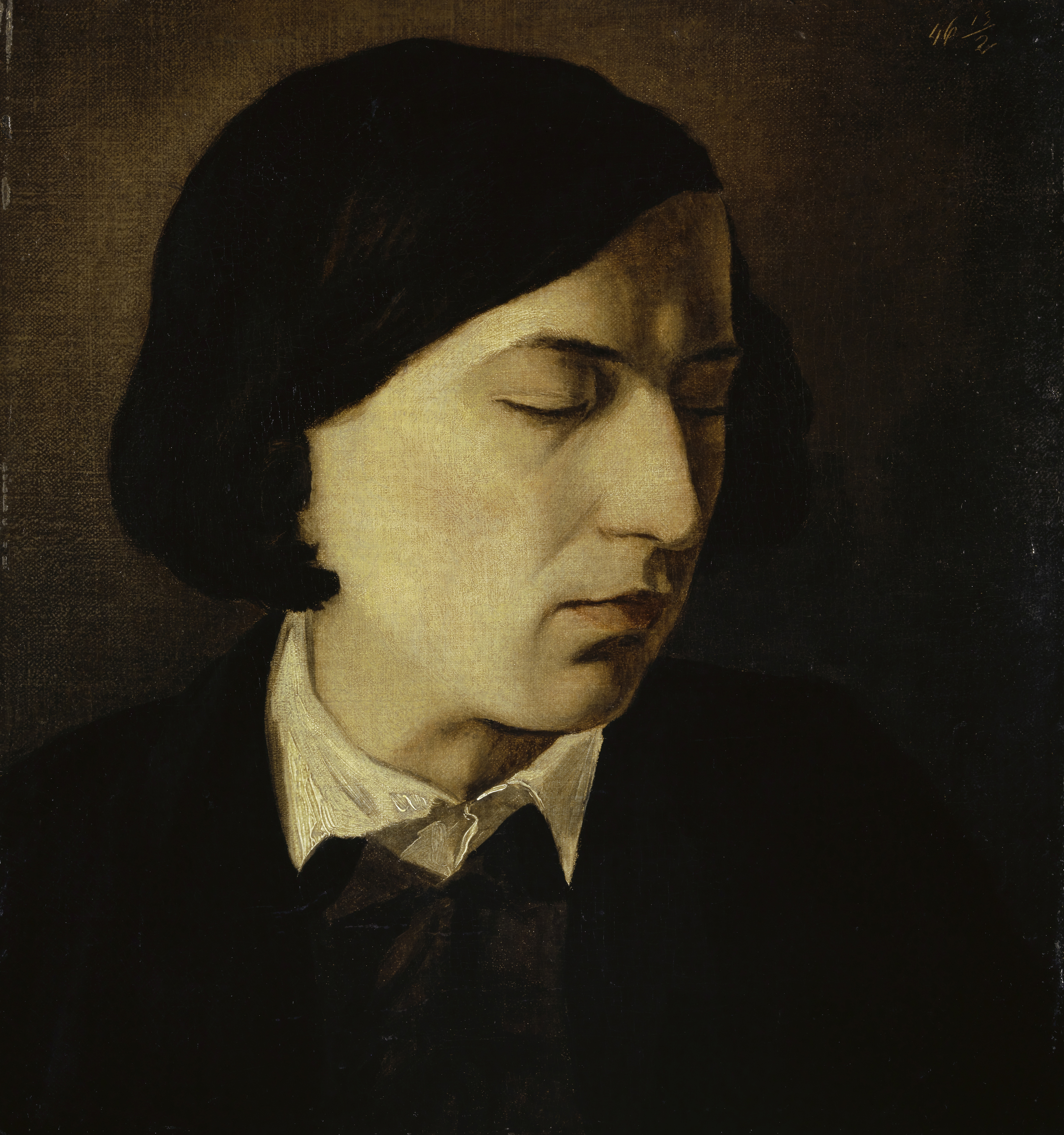
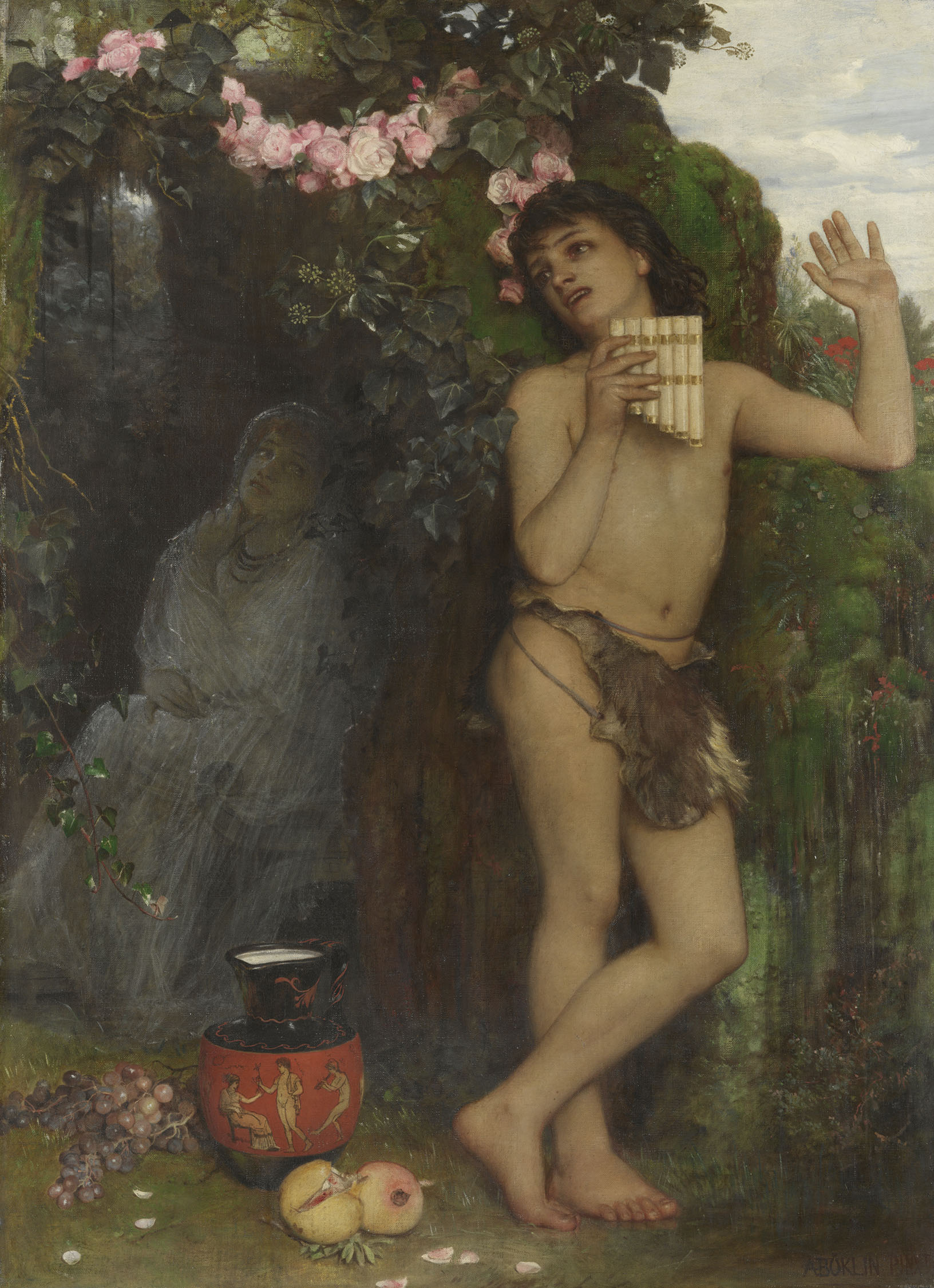
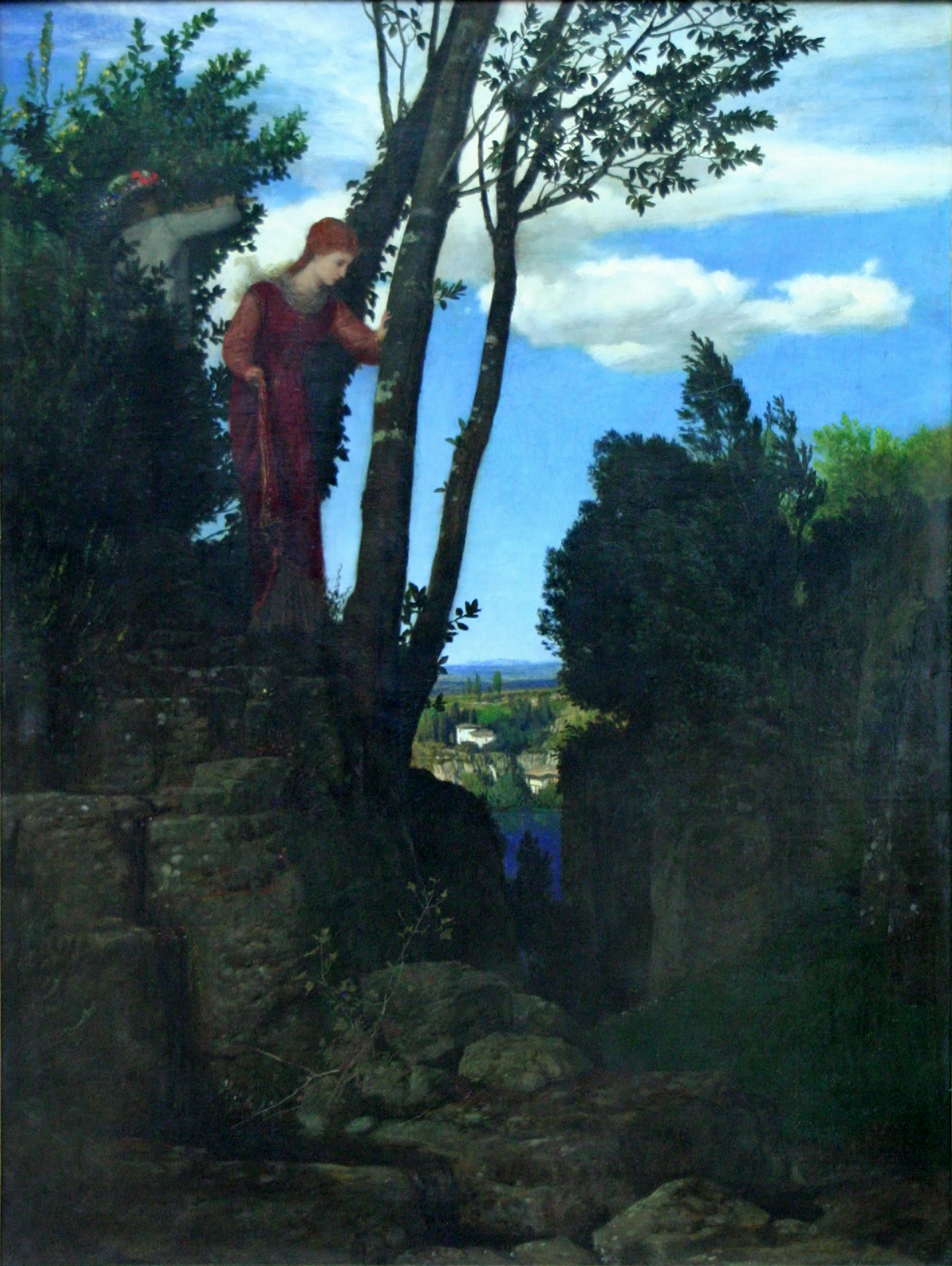
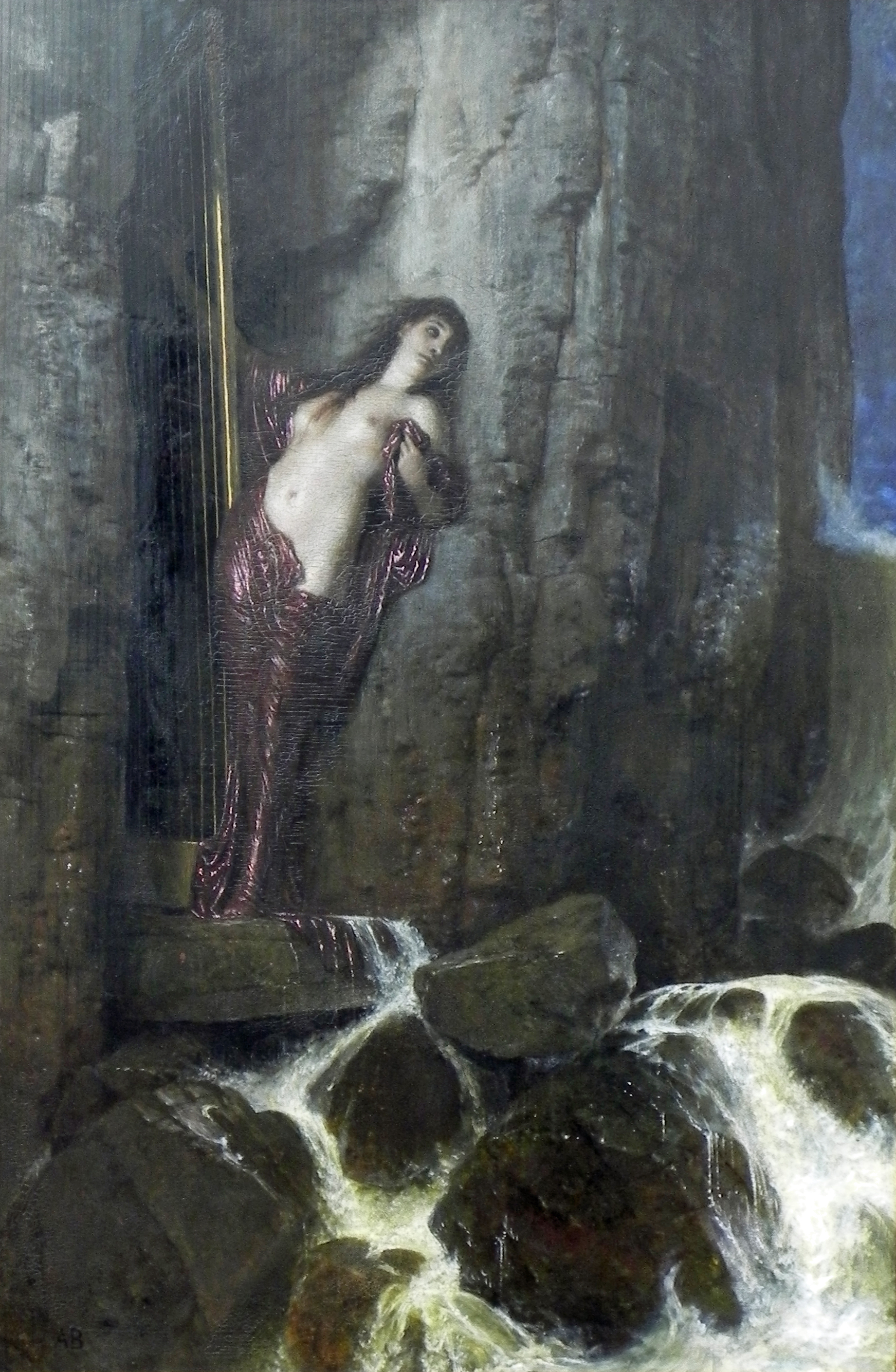
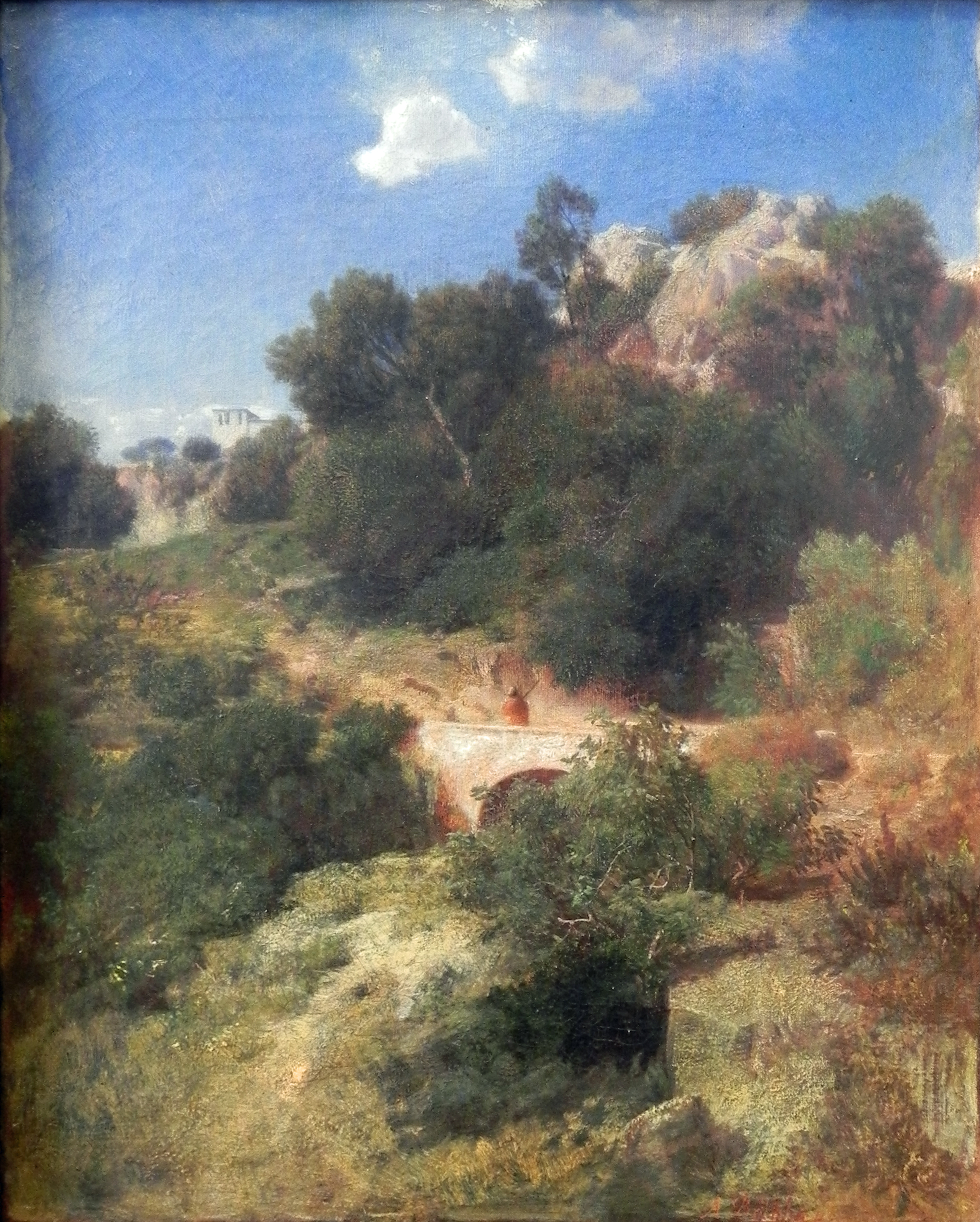
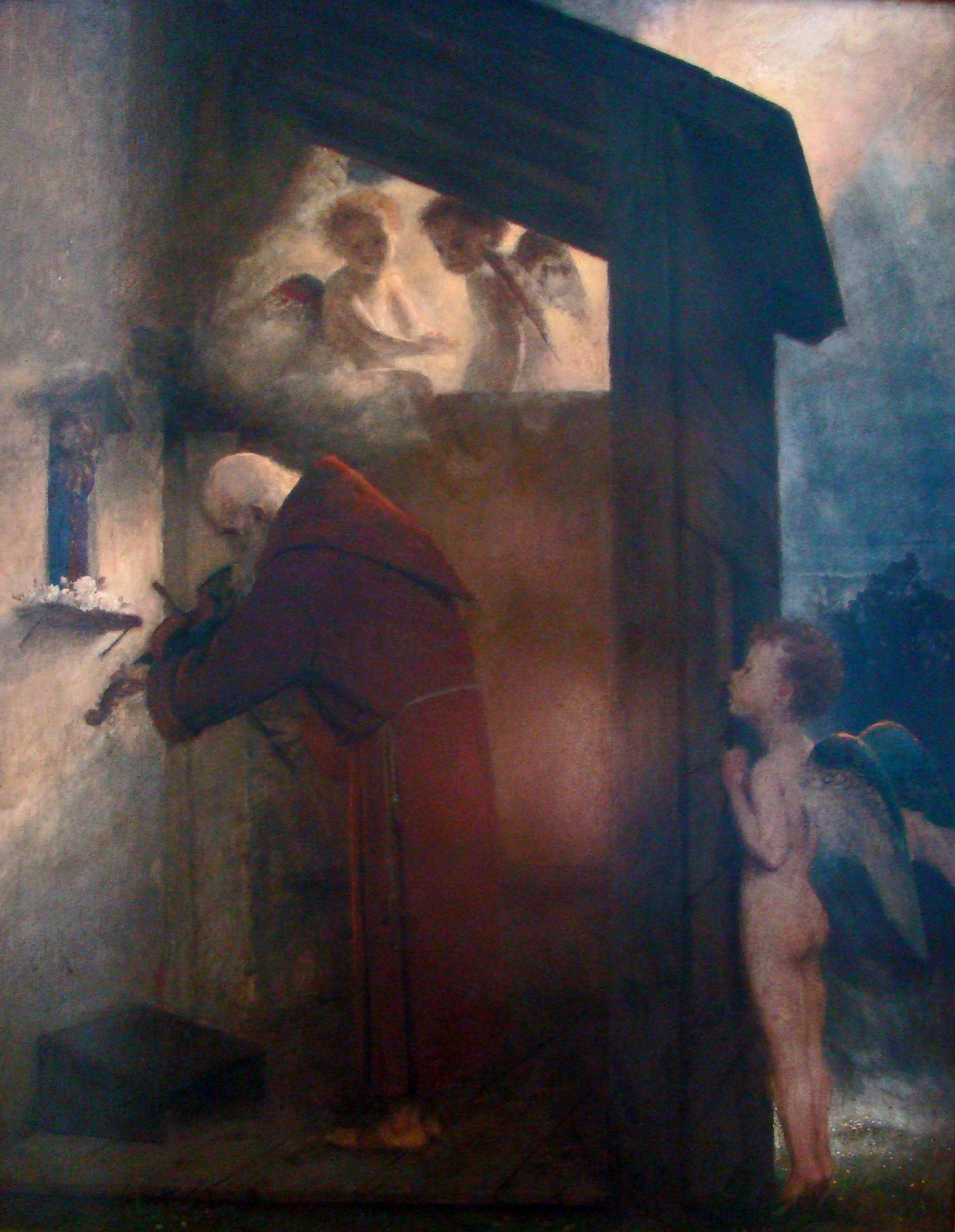
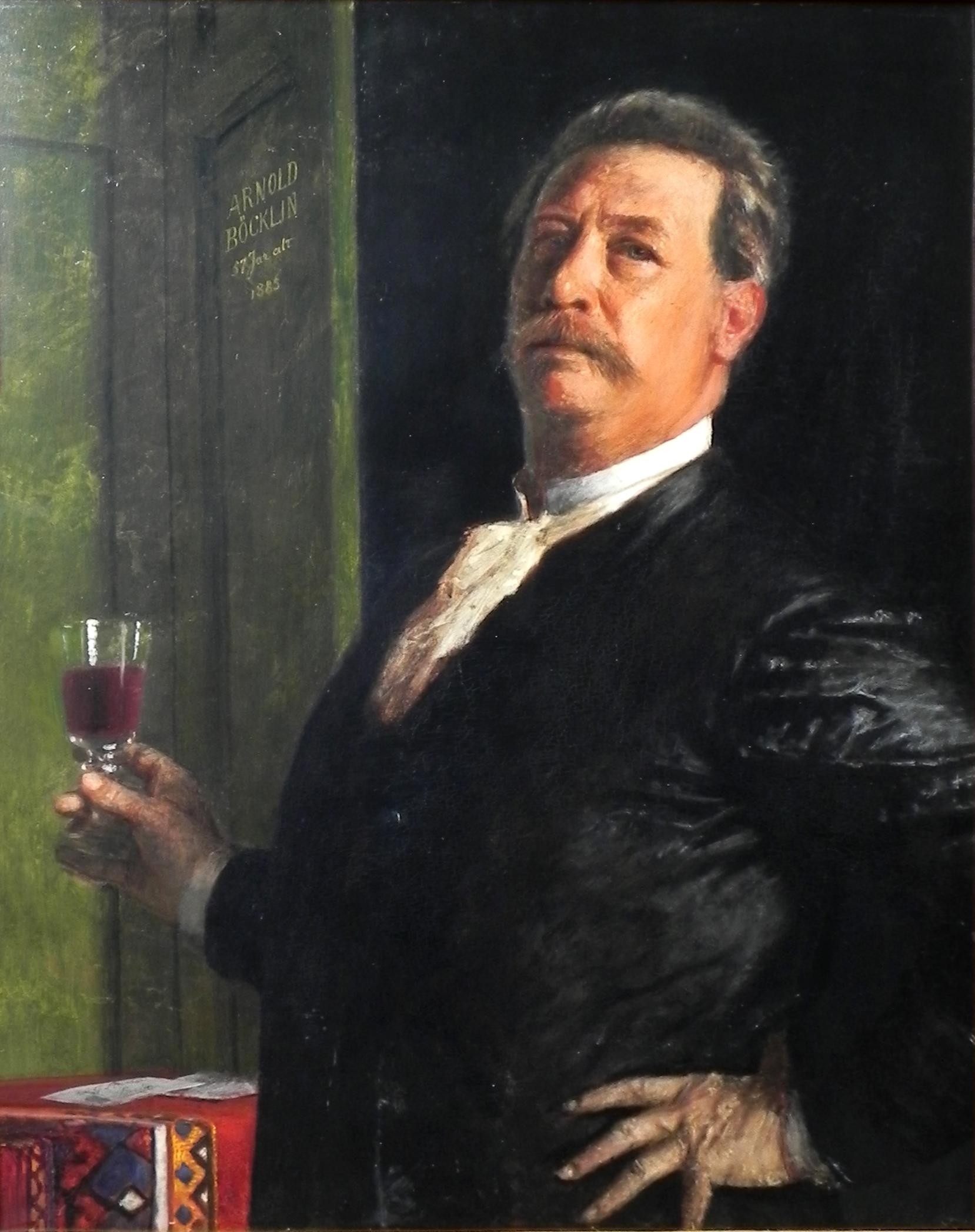
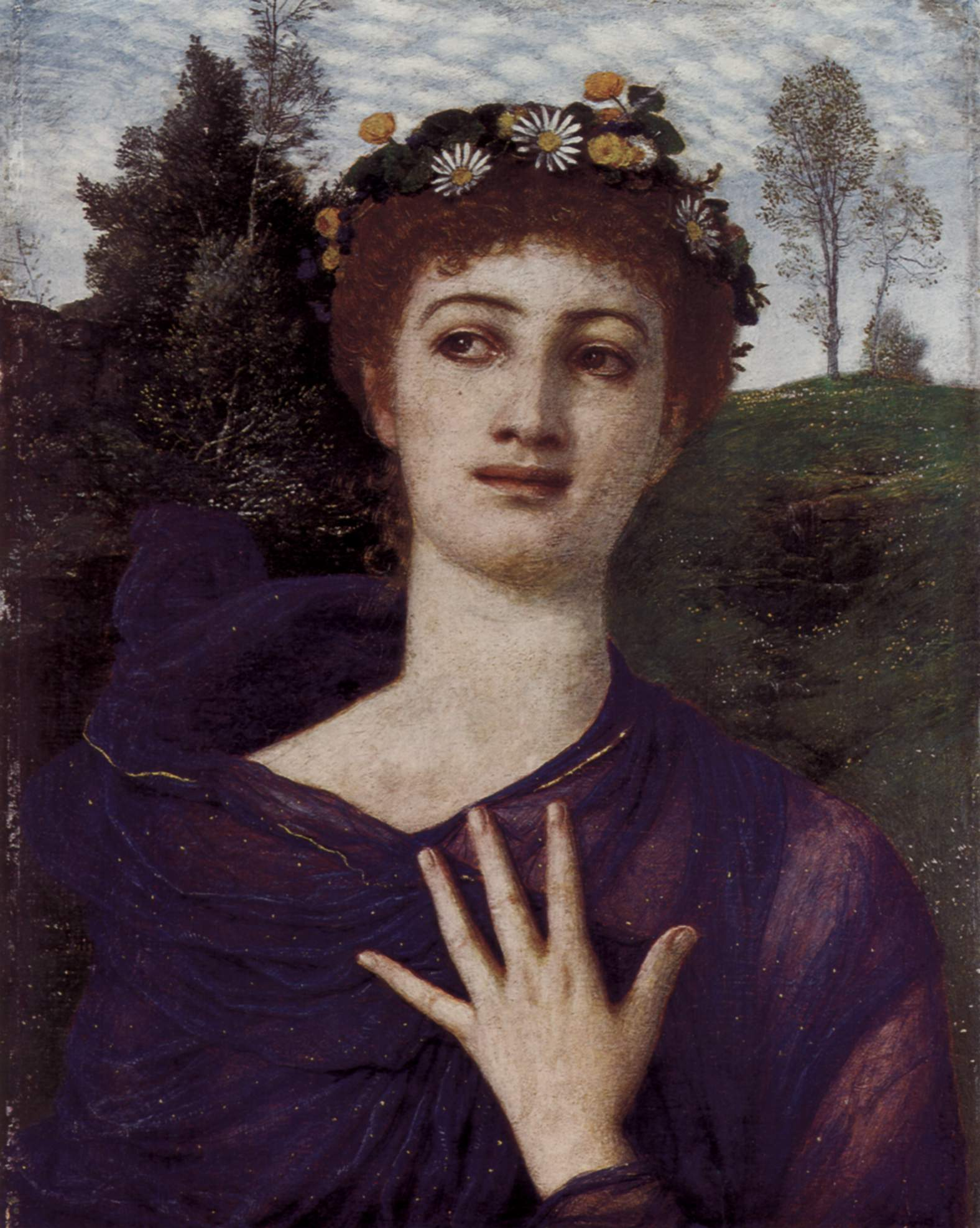
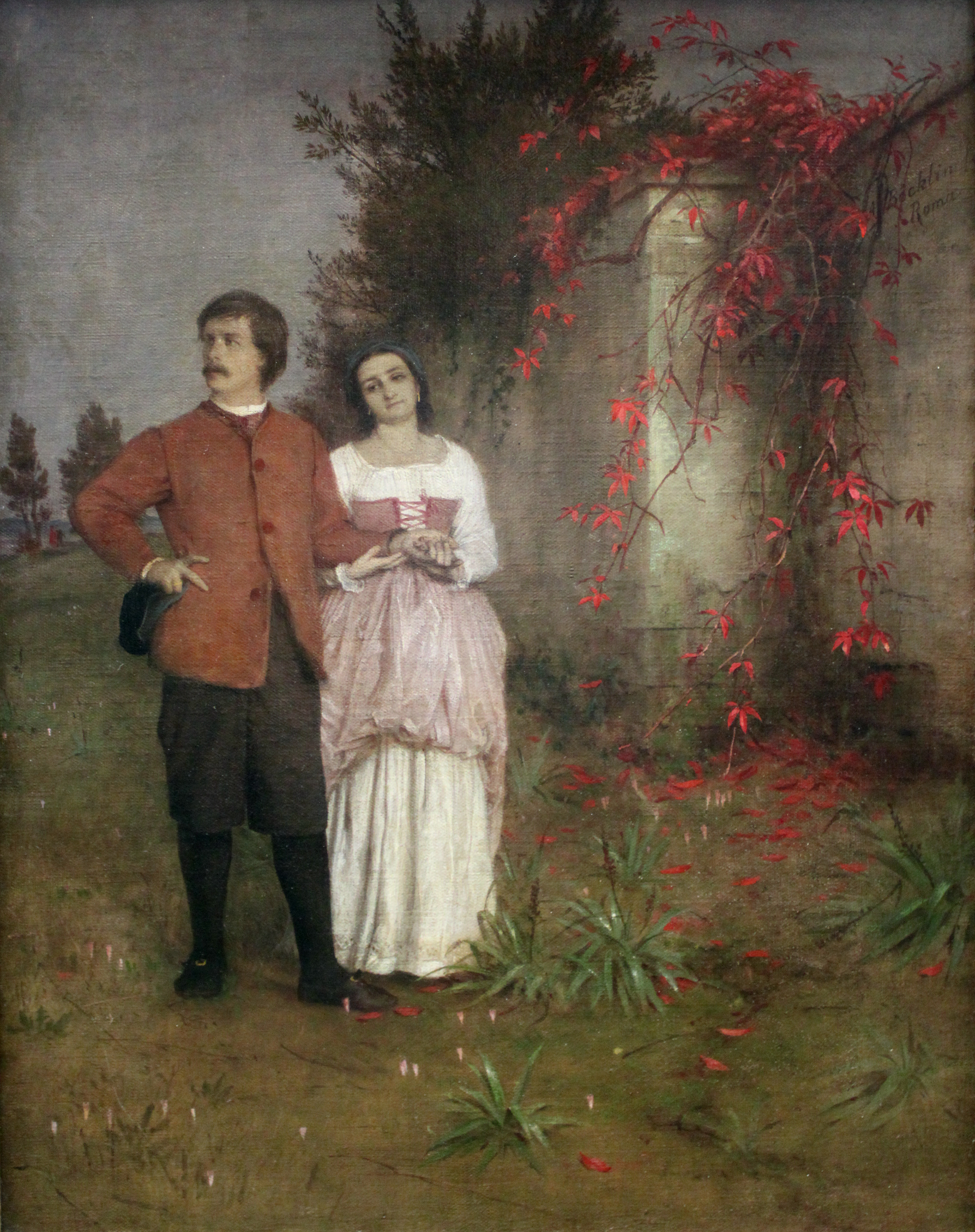
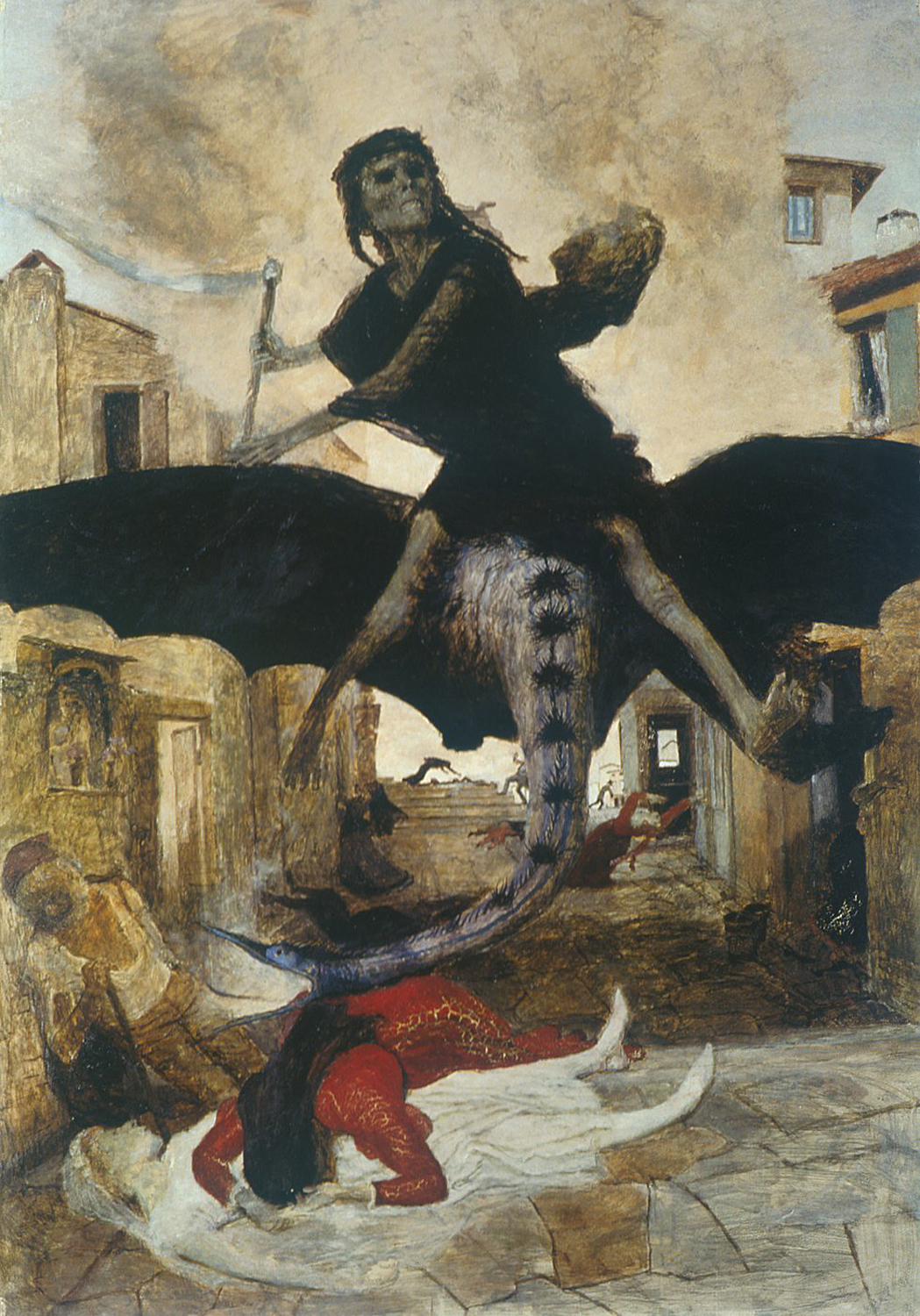
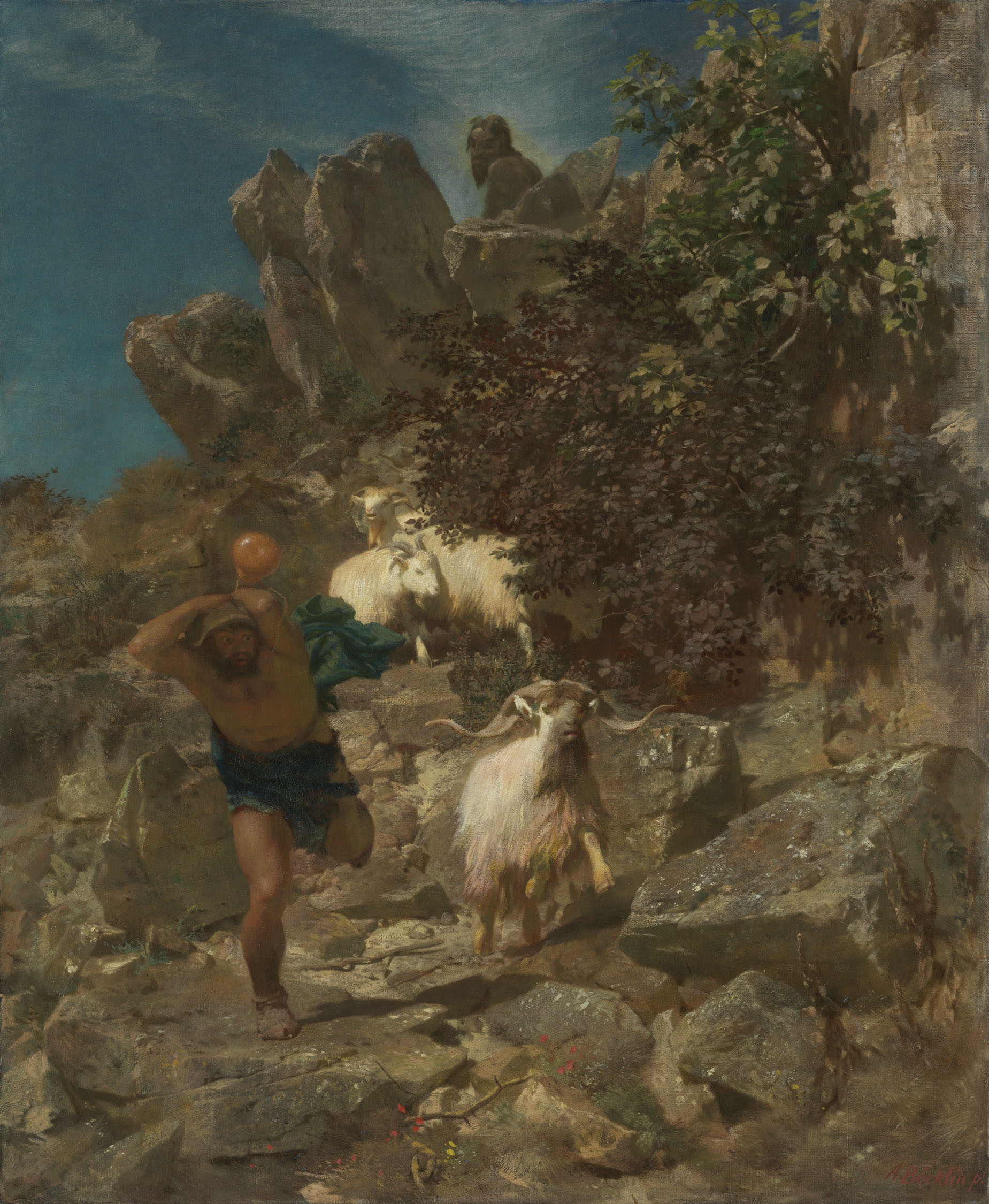
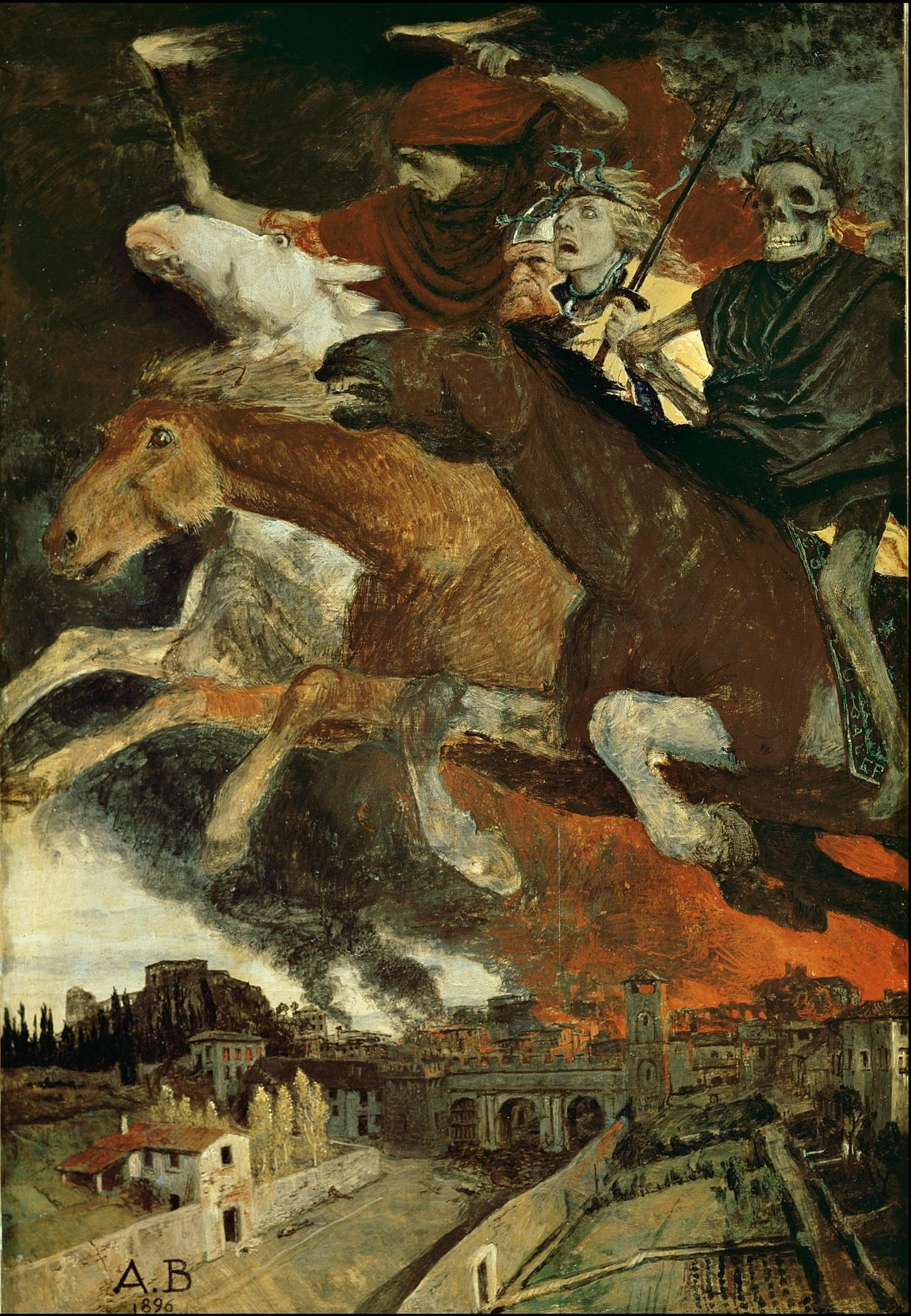
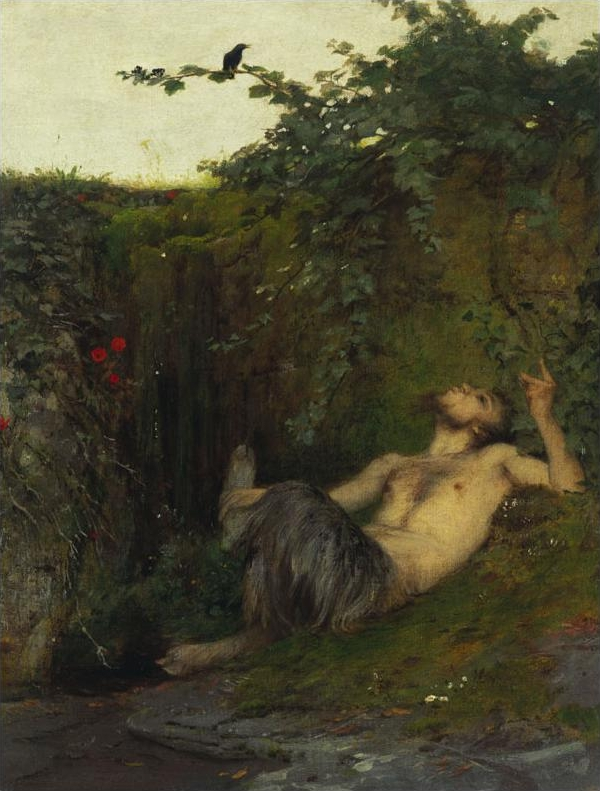
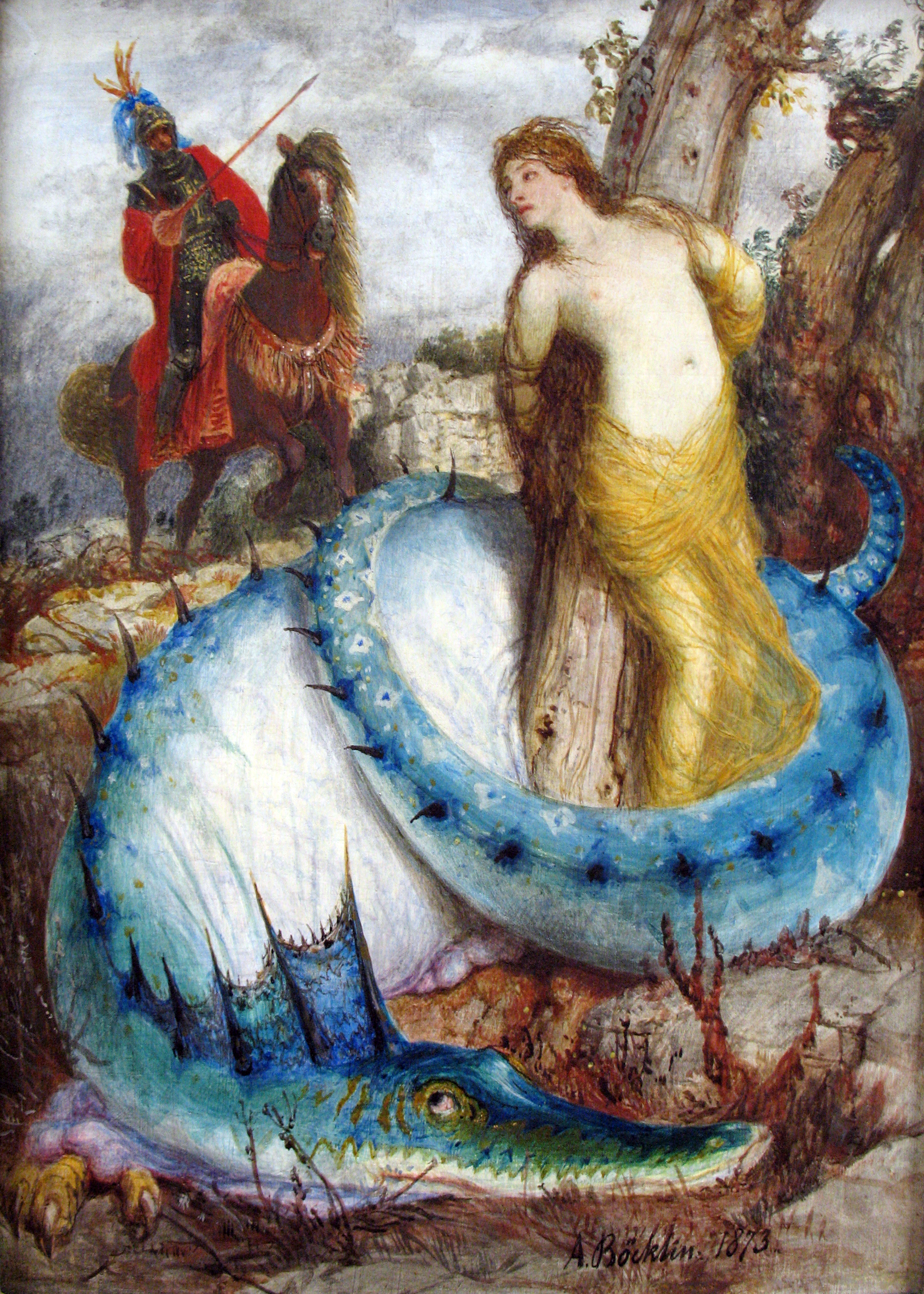
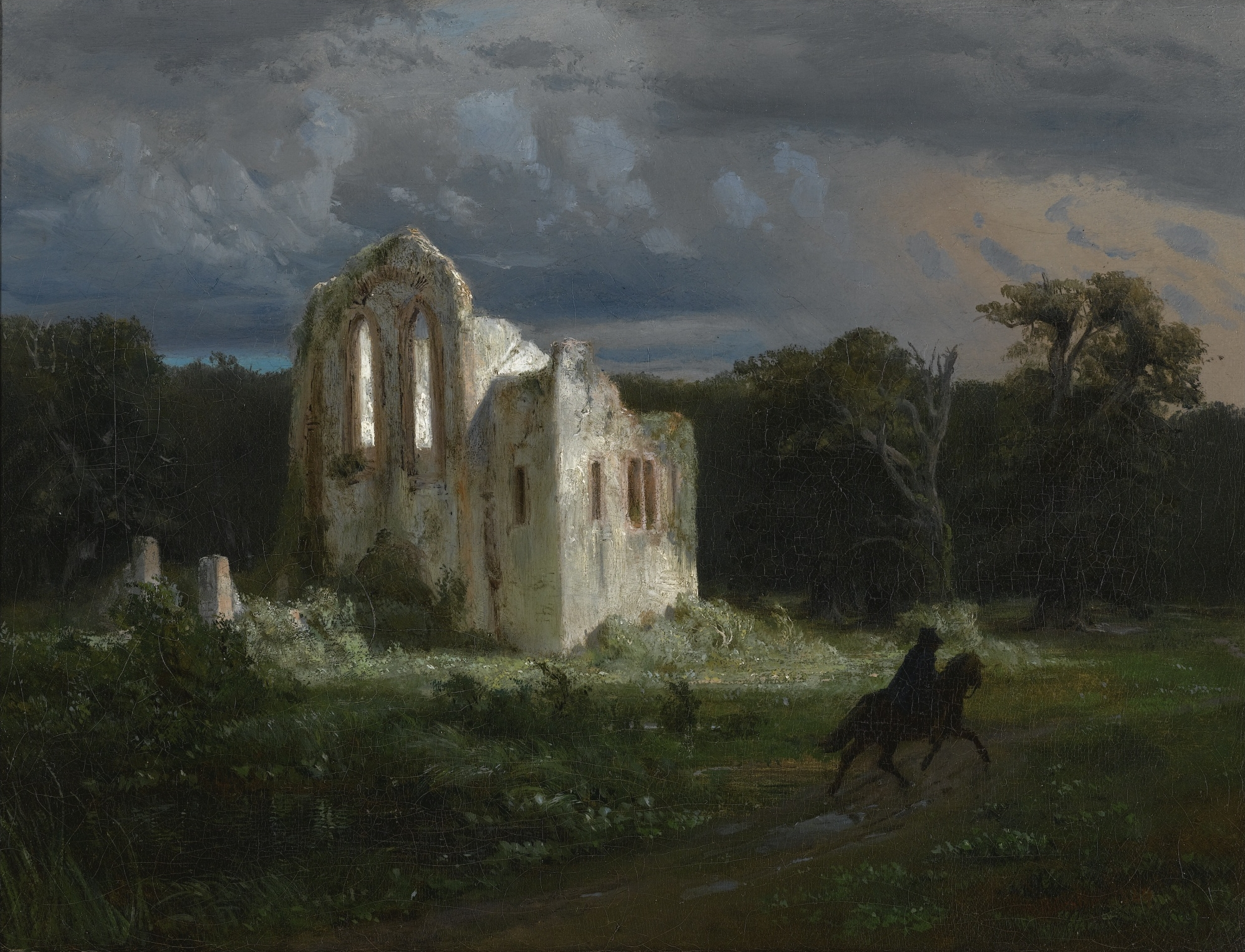
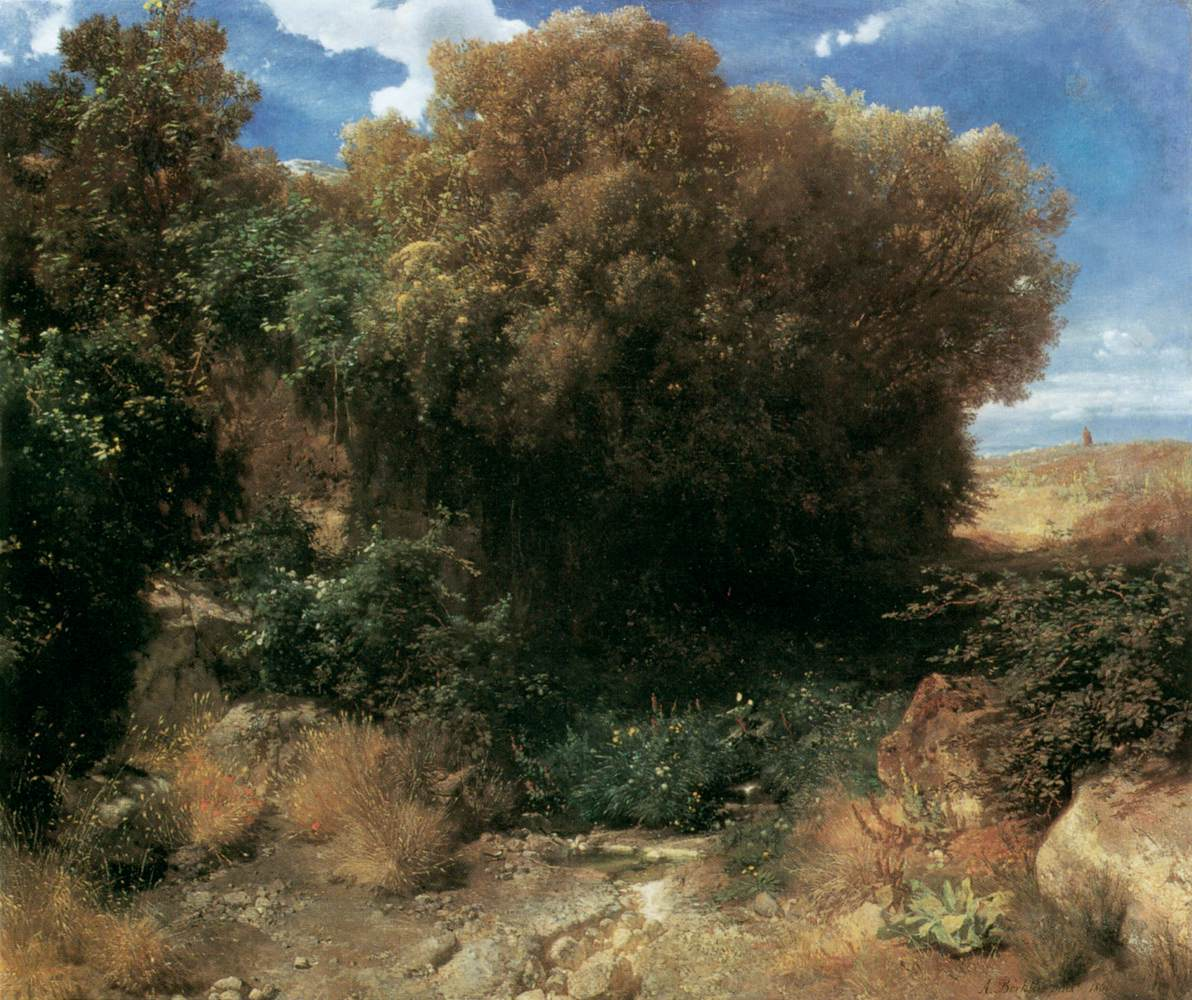
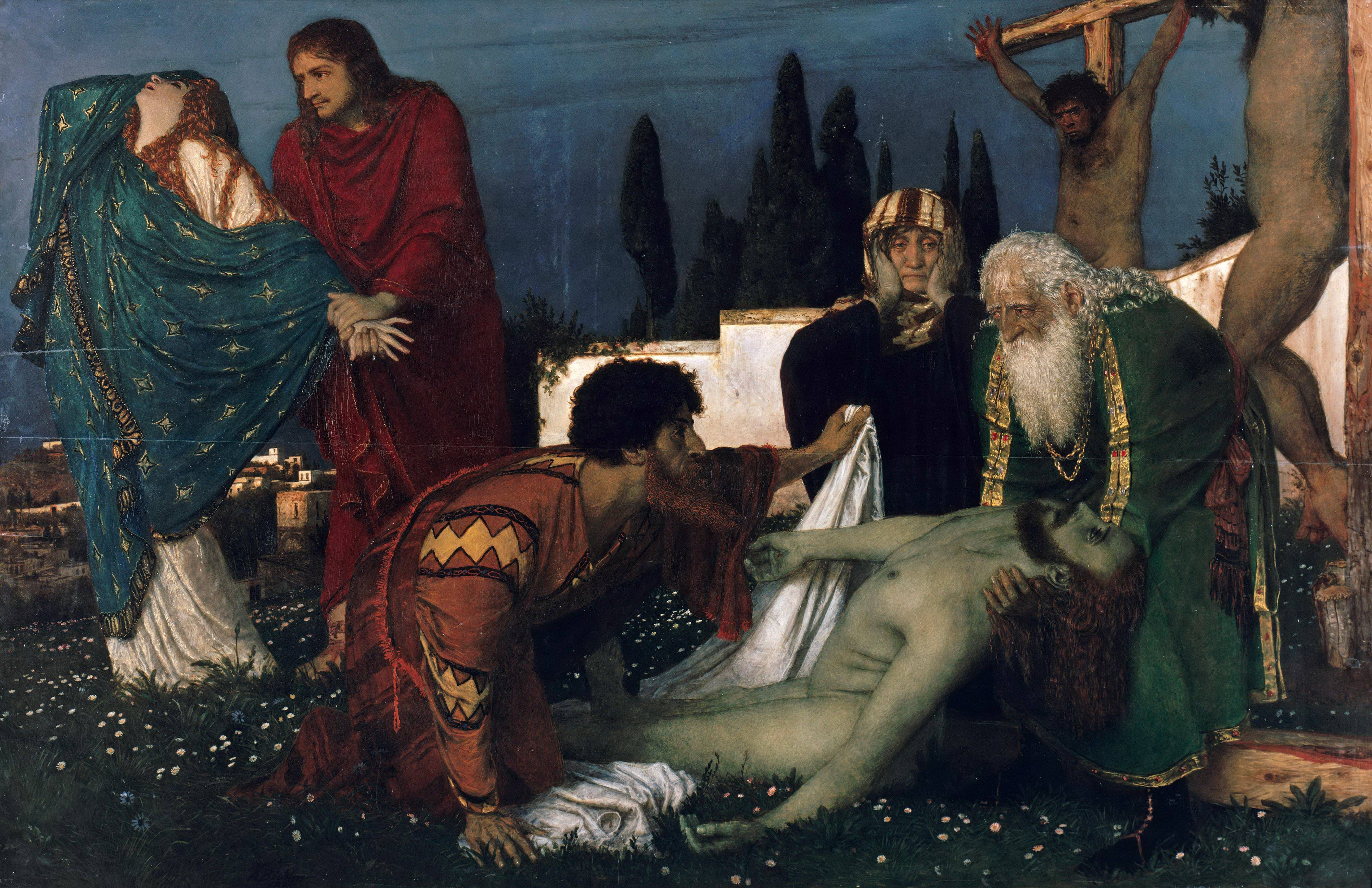
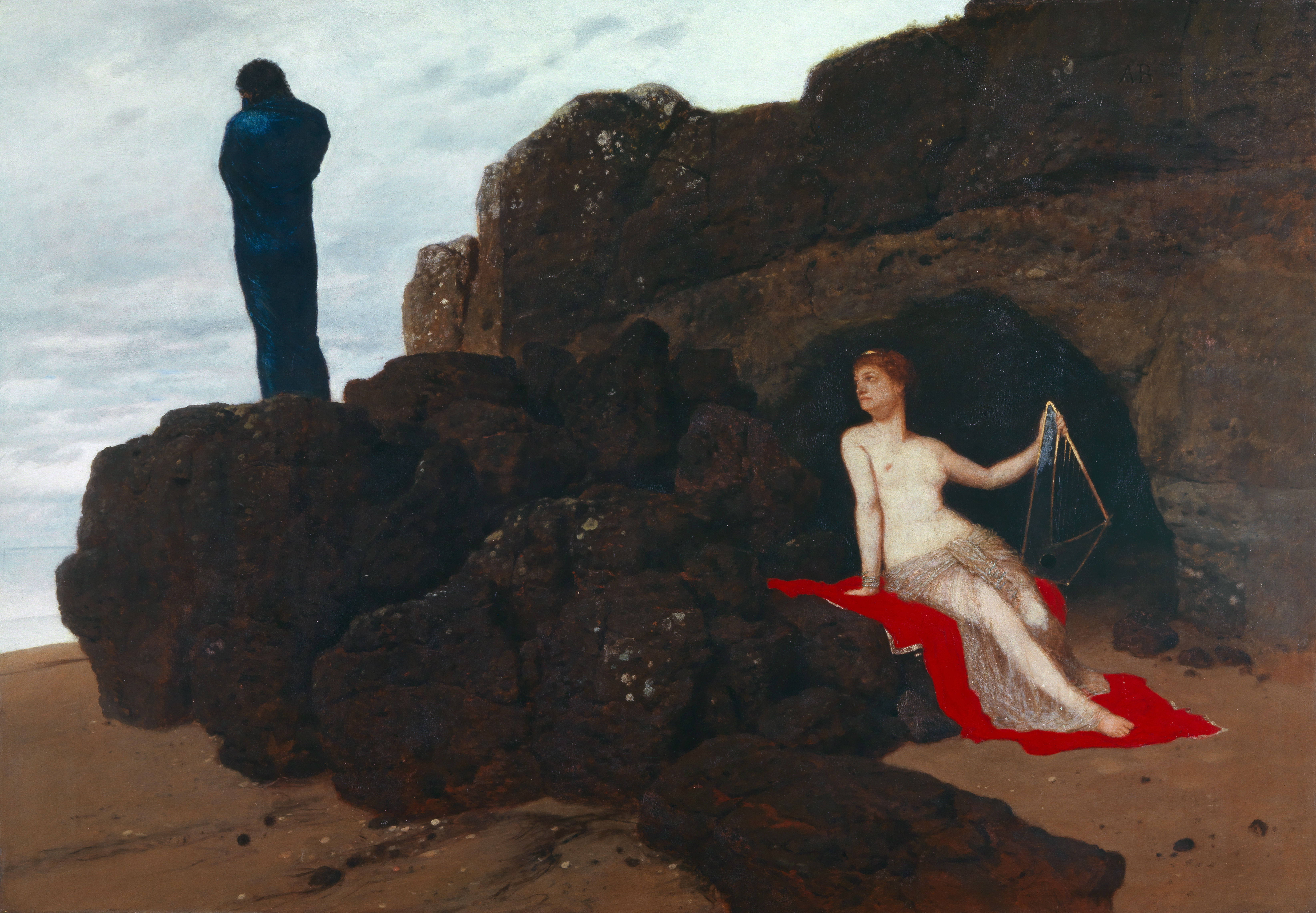
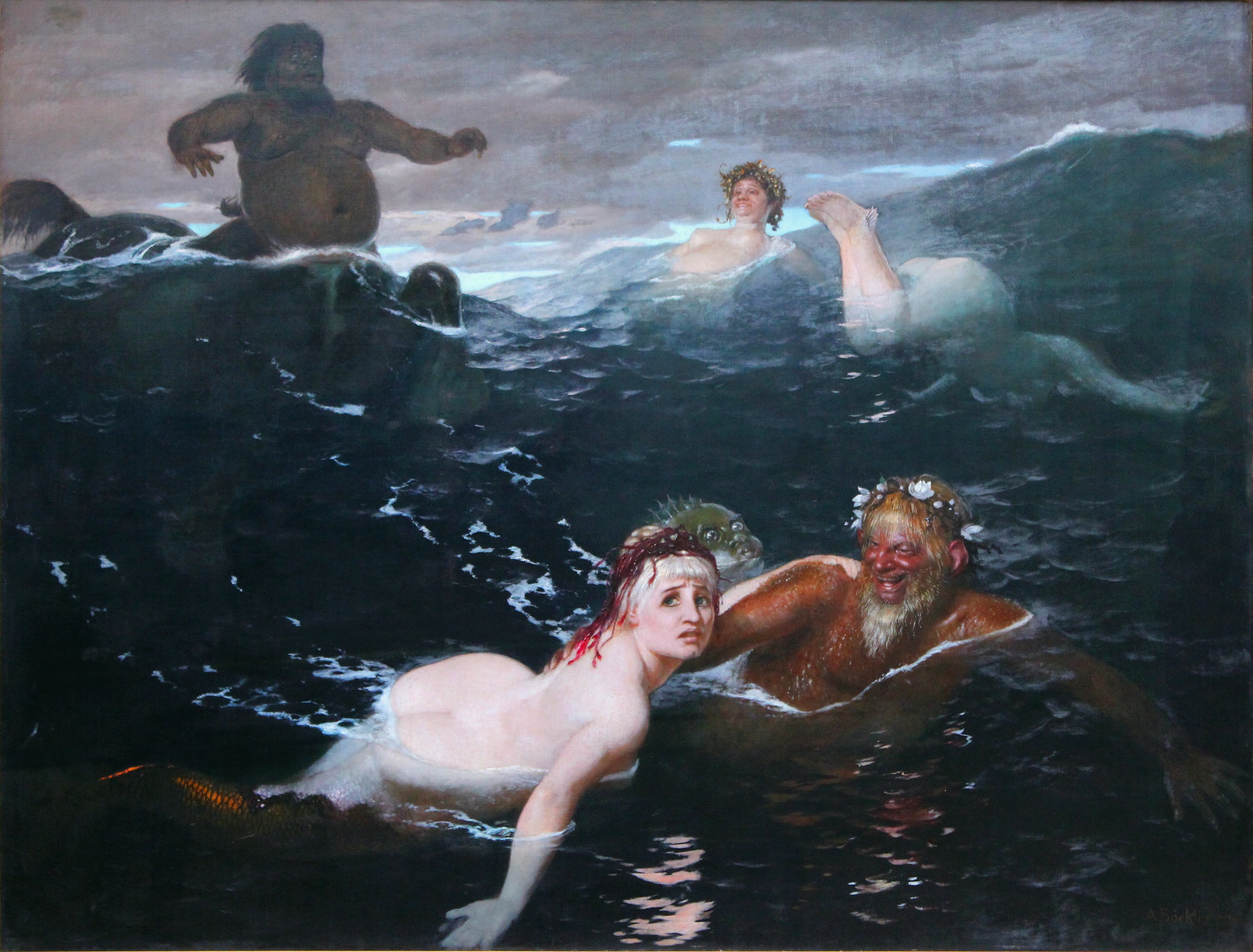
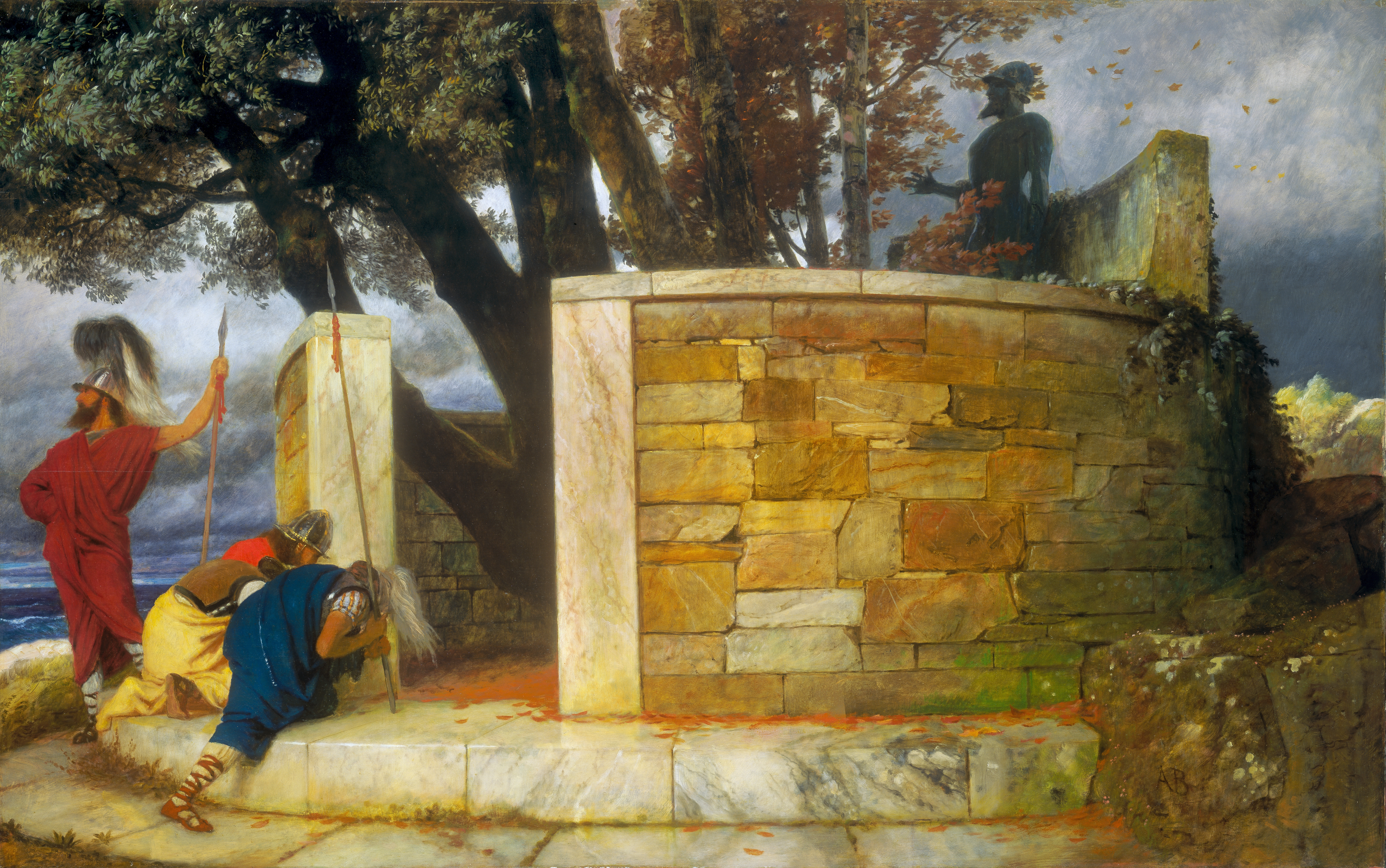
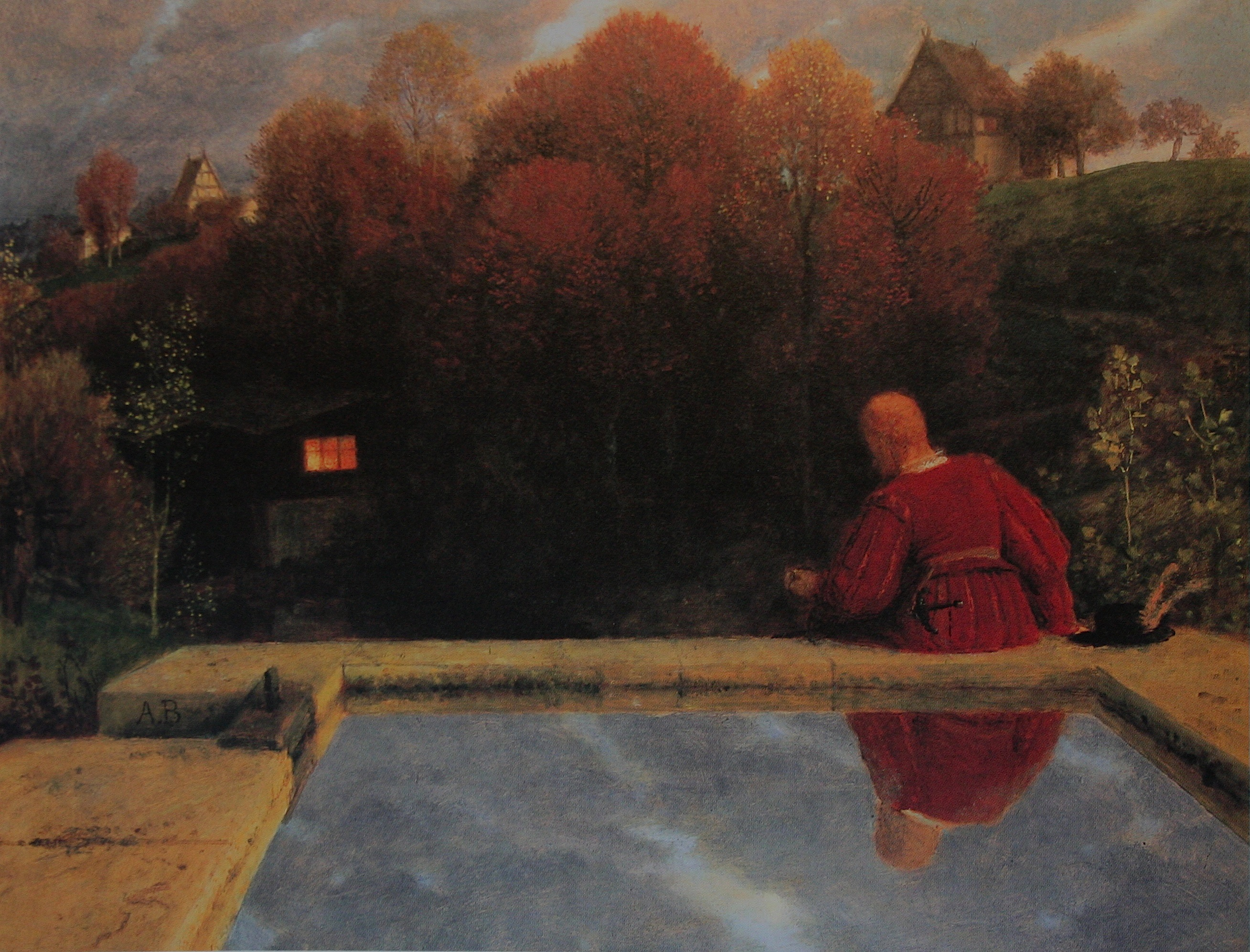
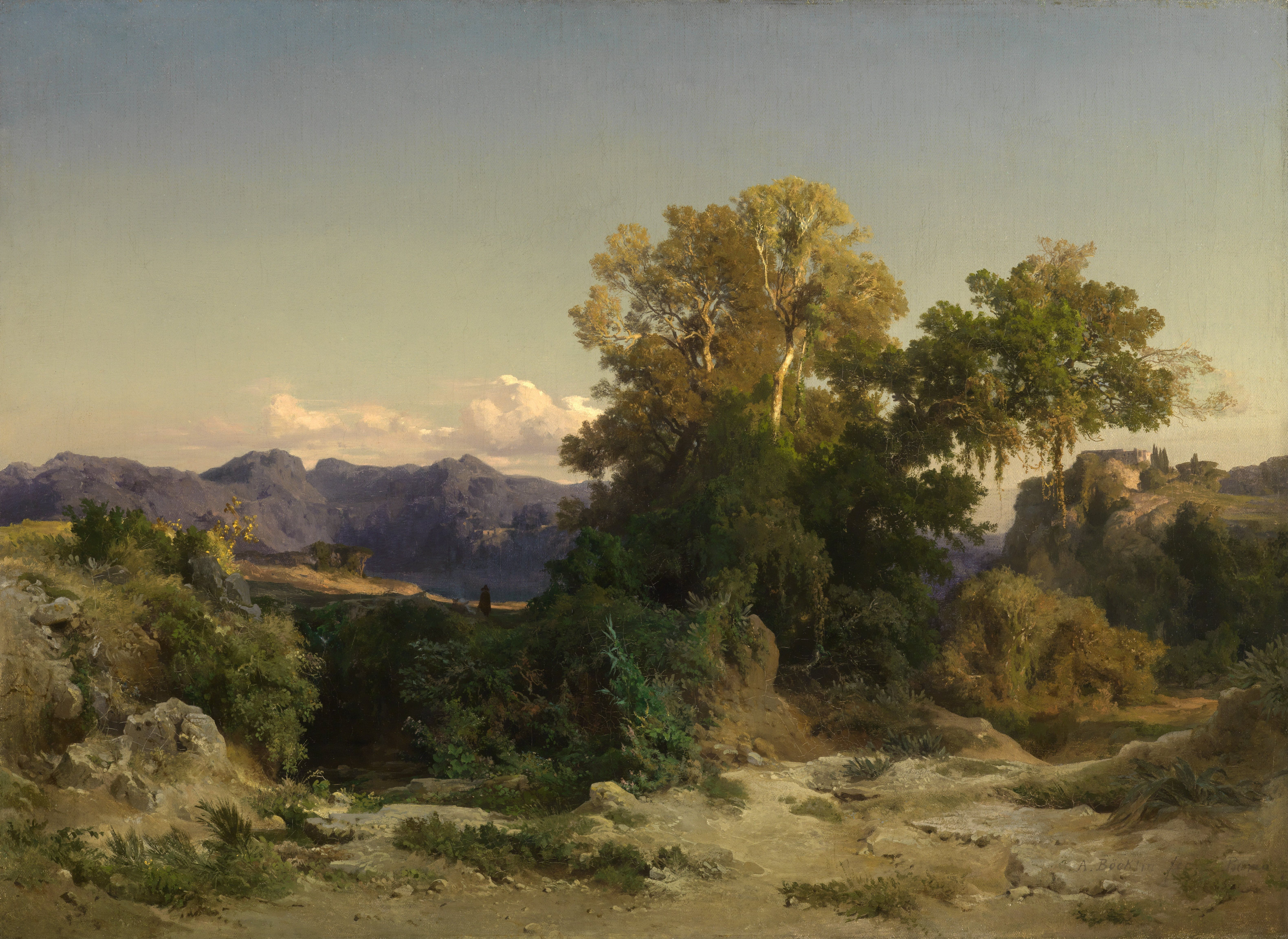
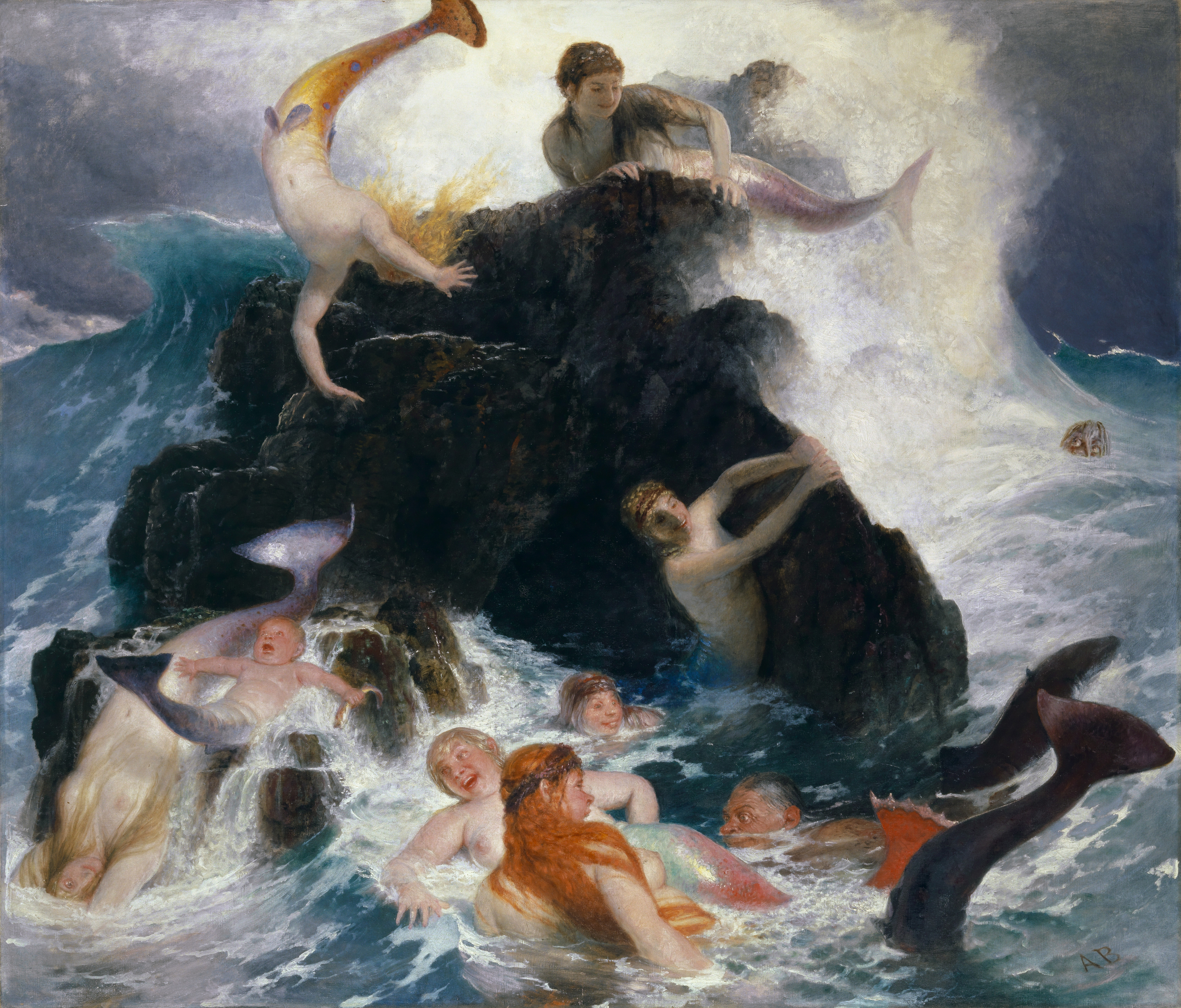
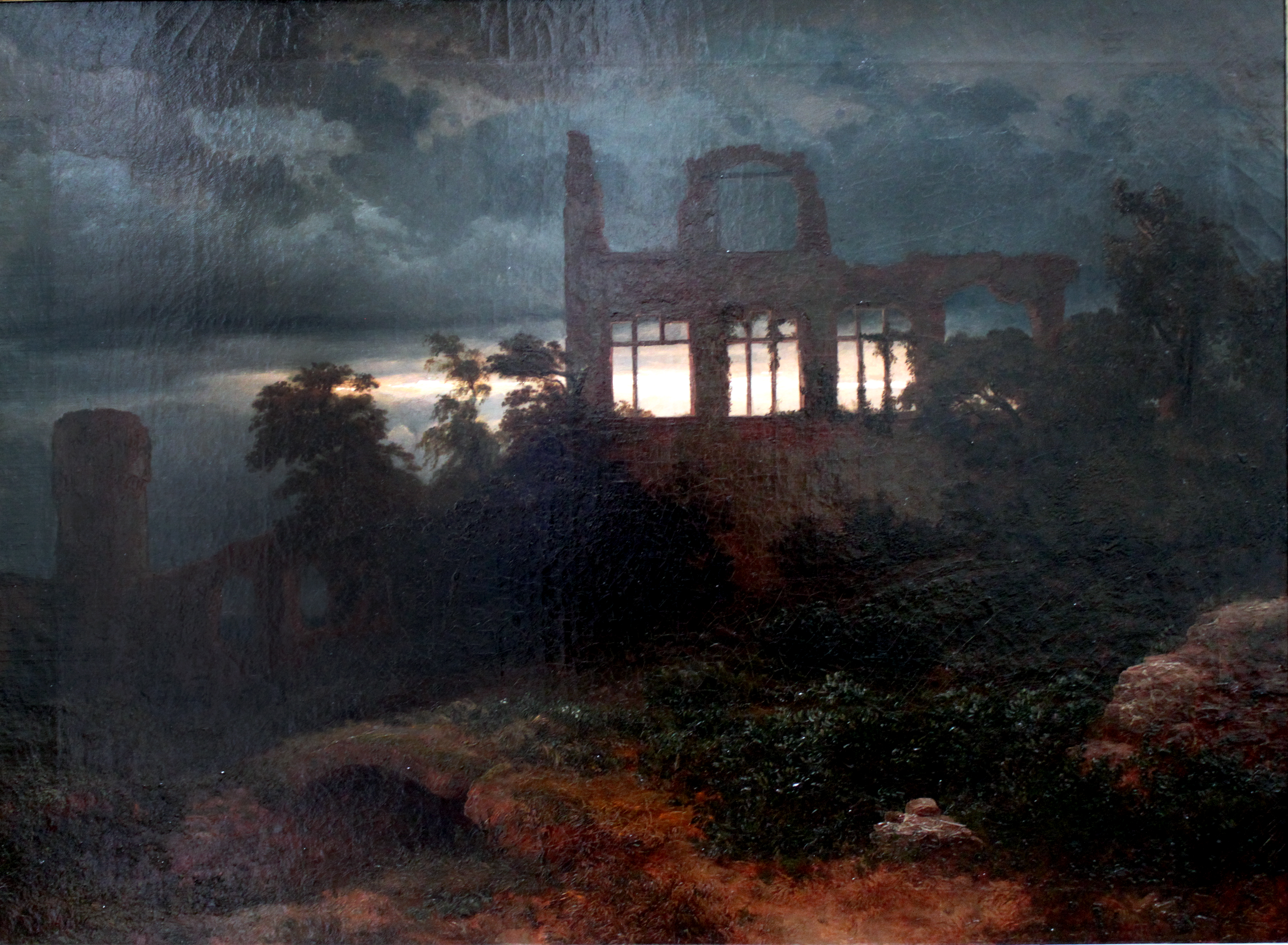
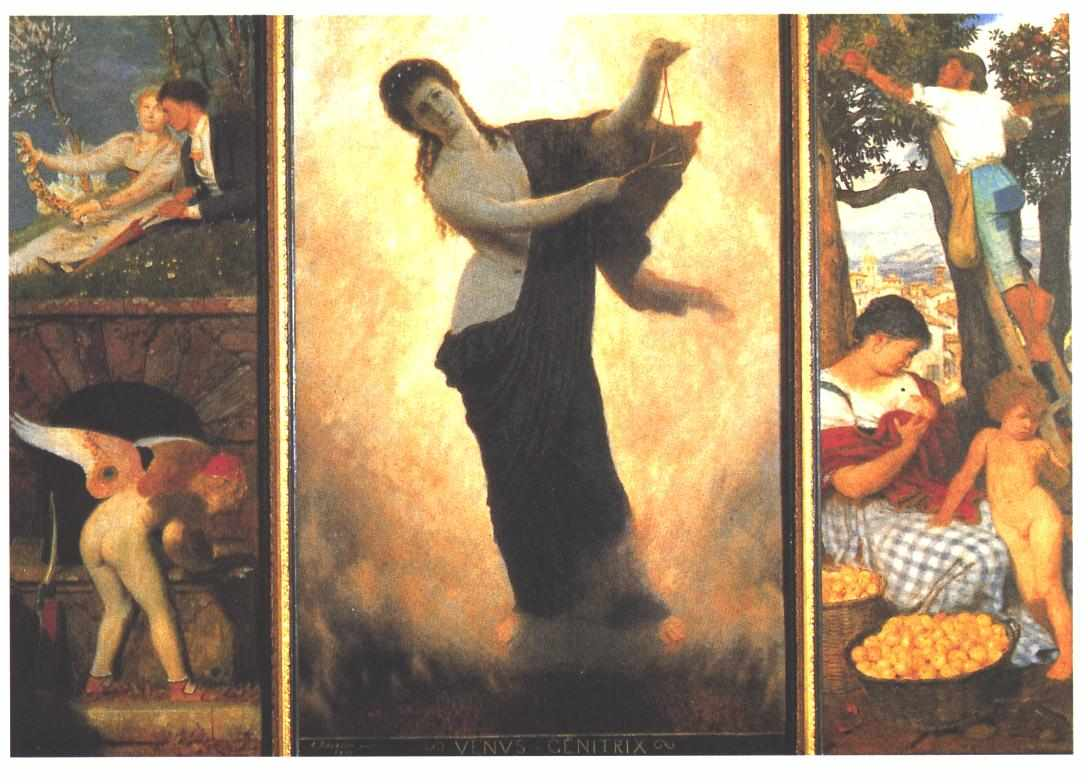
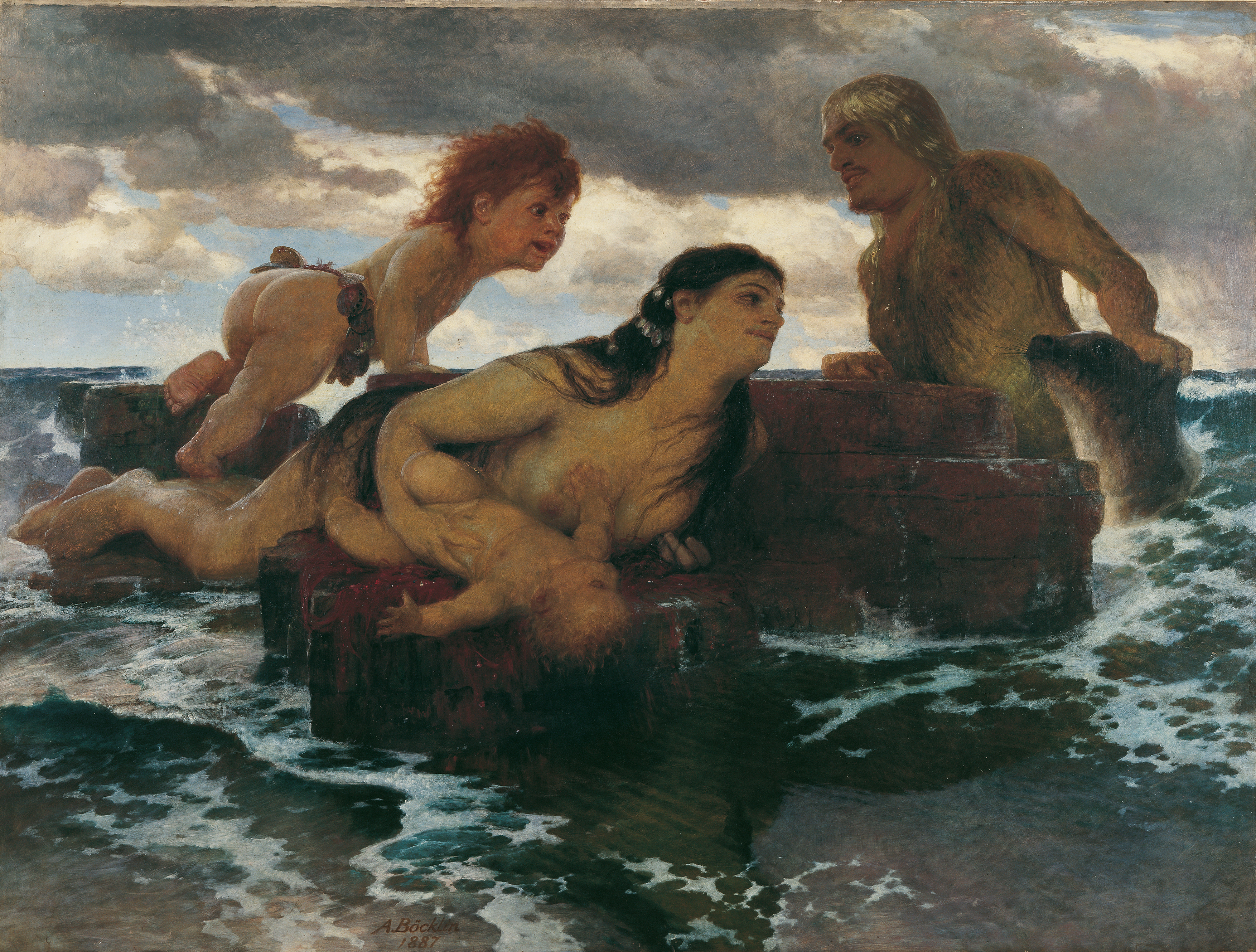
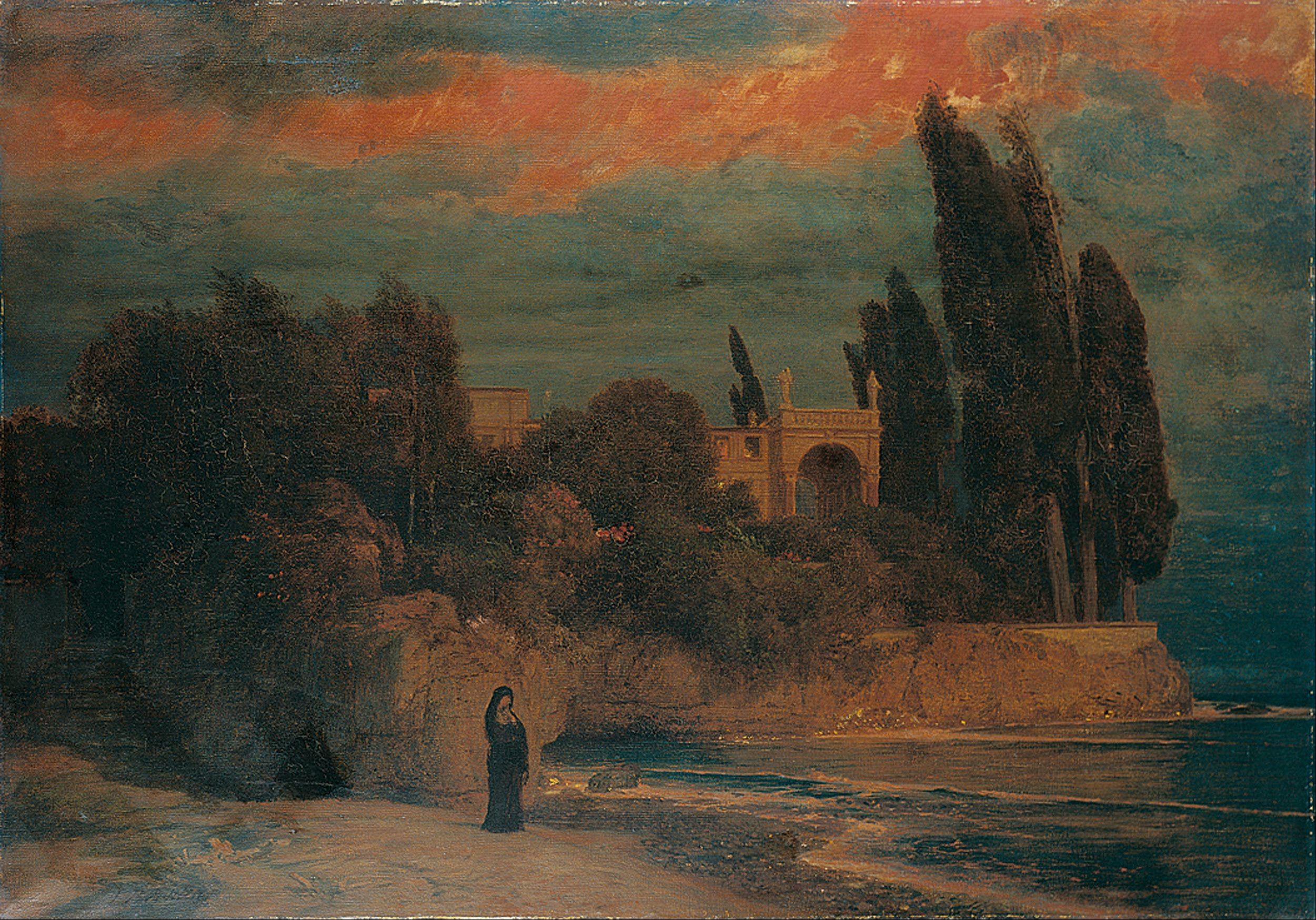
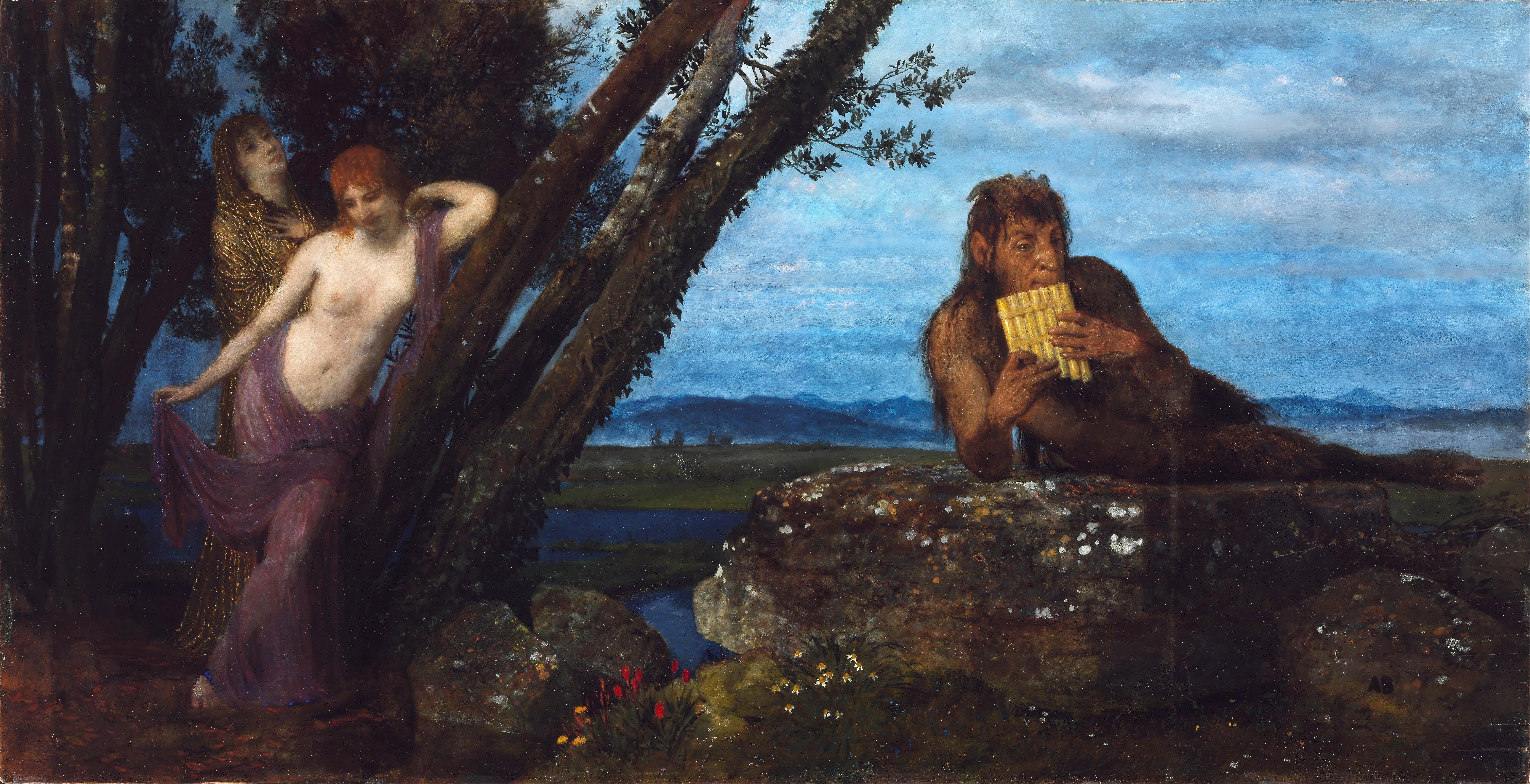
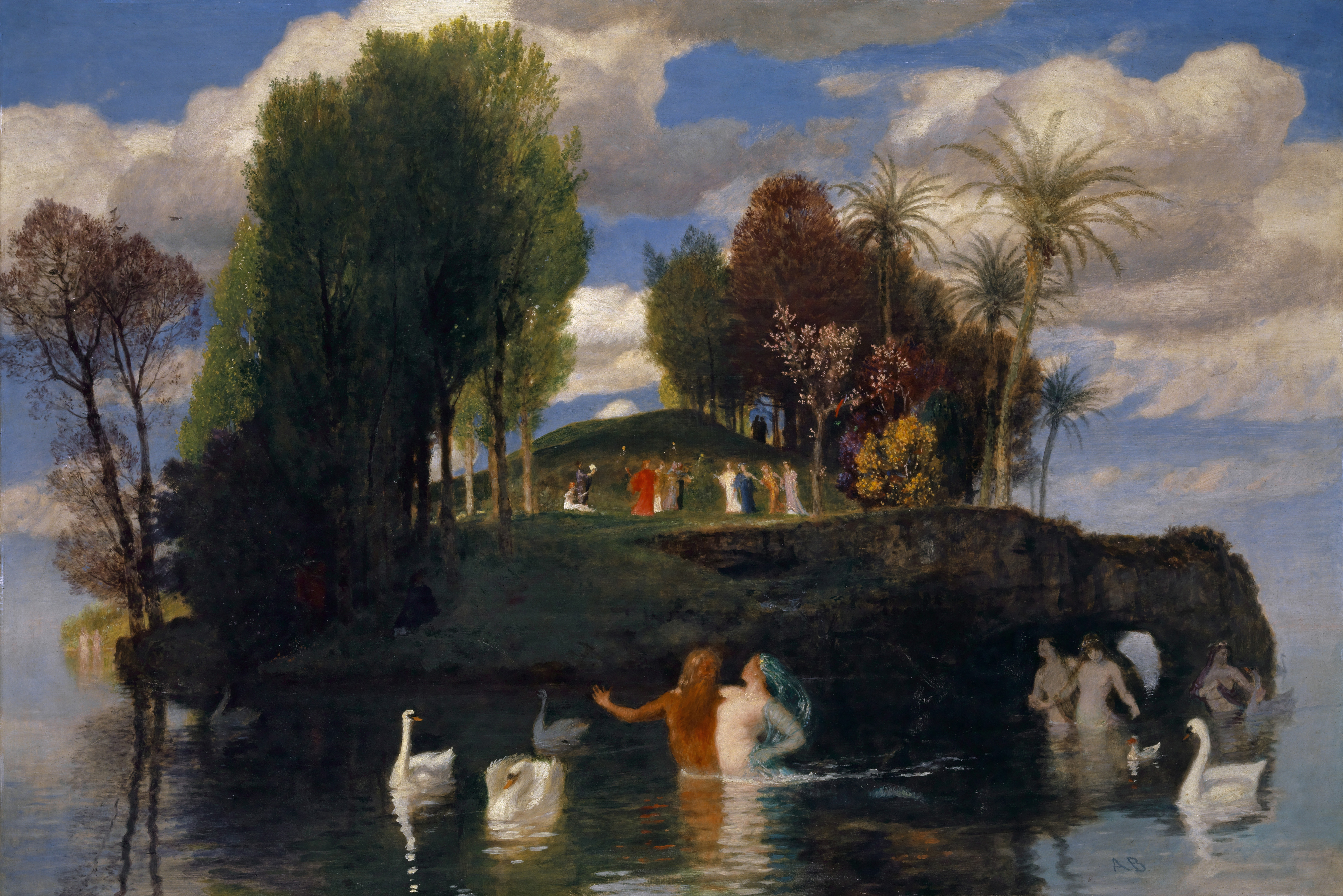
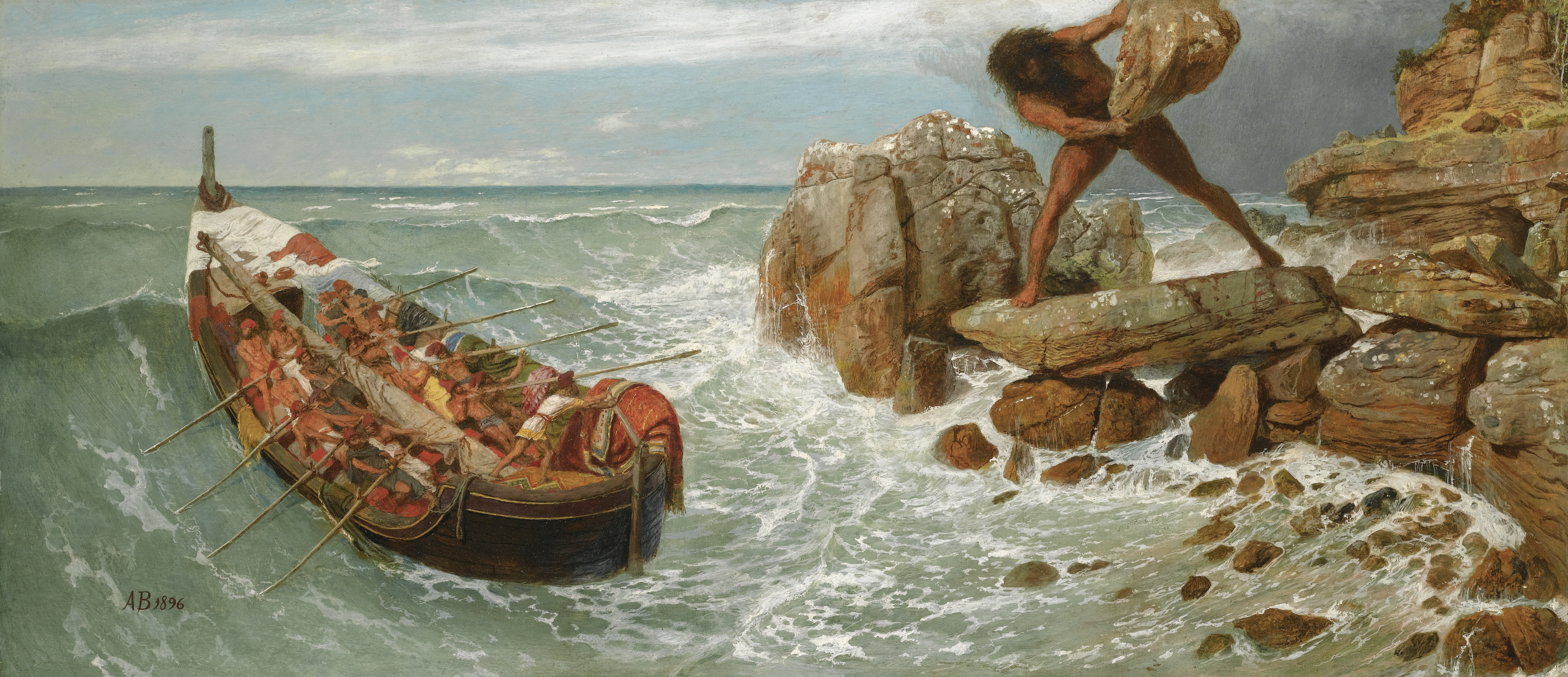